# Liste der Steinkohlenbergwerke in Polen
Die untenstehende Liste gibt eine Übersicht über zahlreiche Steinkohlenbergwerke im Gebiet des heutigen Polens. Sie führt nicht nur die aktuell bestehenden, sondern auch die stillgelegten Bergwerke auf. Die Einteilung in verschiedene Reviere orientiert sich nicht an Einteilungen der Bergaufsicht, sondern an alten politischen (Preußen, Russland, Österreich-Ungarn) und naturräumlichen Grenzen. Wo vorhanden sind die Bergwerksnamen mit ausführlicheren Darstellungen bei Wikipedia verlinkt.

## Revier Kleinpolen/Krakau
| Name                             | Bemerkungen                                          | Ort                                | Gründungseigentümer                                                                                 | Vorgänger                                                        | Nachfolger                           | Lage | Beginn   | Ende   | maximale Förderung (Jahr) |
| -------------------------------- | ---------------------------------------------------- | ---------------------------------- | --------------------------------------------------------------------------------------------------- | ---------------------------------------------------------------- | ------------------------------------ | ---- | -------- | ------ | ------------------------- |
| Adam                             |                                                      | Trzebinia OT Myślachowice          | |                                                                  | Elżbieta-Izabela                     |      | 1882     | 1882   |                           |
| Alma                             |                                                      | Dąbrowa Górnicza                   | |                                                                  | Mars                                 | Lage | 1910     | 1920   | 140.580 t (1938)          |
| Andrzej                          |                                                      | Sosnowiec OT Dańdówka              | lokale Grundbesitzer                                                                                |                                                                  |                                      |      | 1806     | 1908   | 24.271 t (1904)           |
| Andrzej                          | auch Graf Andreas                                    | Sosnowiec OT Dębowa Góra           | Andreas Maria von Renard                                                                            |                                                                  |                                      |      | 1863     | 1892   | 14.000 t (1889)           |
| Antoni                           |                                                      | Będzin OT Łagisza                  | | Maciej Stochelski, Zendel Zmigroda                               |                                      |      | 1874     | 1926   | 115.826 t (1908)          |
| August                           |                                                      | Będzin OT Łagisza                  | | Ludwika Grabiański                                               |                                      |      | 1876     | 1882   | 332 t (1877)              |
| Bierut                           | Fusion mehrerer Bergwerke in Jaworzno                | Jaworzno                           | | Jan Kanty, Jaworzno, Kościuszko, Leopold, Sobieski               | 1953 Abspaltung von Komuna Paryska   |      | 1947     | 1963   |                           |
| Artur                            |                                                      | Trzebinia OT Krze                  | Galizische Montanwerke Aktien-Gesellschaft in Siersza                                               |                                                                  | Siersza                              | Lage | 1884     | 1947   |                           |
| Bismarck I                       | Wiederaufnahme 1942 von Klimontów II                 | Sosnowiec OT Klimontów             | Preussag                                                                                            | Klimontów II                                                     | Klimontów-Mortimer                   |      | 1942     | 1944   |                           |
| Bismarck II                      | 1942 Wiederaufnahme von Klimontów I                  | Sosnowiec OT Klimontów             | Preussag                                                                                            | Klimontów I                                                      | Klimontów-Mortimer                   |      | 1942     | 1944   |                           |
| Bismarck III                     | 1942 Wiederaufnahme von Mortimer                     | Sosnowiec OT Zagórze               | Preussag                                                                                            | Mortimer                                                         | Klimontów-Mortimer                   |      | 1942     | 1944   |                           |
| Brzeszcze                        | 2005–2010 Fusion mit Silesia                         | Brzeszcze                          | Arnold Rappaport                                                                                    |                                                                  |                                      | Lage | 1903     |        | 3.399.550 t (1979)        |
| Brzozowica                       | Steinkohlentagebau                                   | Będzin OT Brzozowica               | 1956 Feld an General Zawadzki                                                                       |                                                                  |                                      |      | 1952     | 1968   | 415.240 t (1961)          |
| Chełm                            |                                                      | Chełm Śląski                       | Ignaz Eisenecker                                                                                    |                                                                  |                                      |      | 1846     | 1873   | 5.400 t (1873)            |
| Cieszkowski                      |                                                      | Dąbrowa Górnicza                   | Józef Cieszkowski                                                                                   |                                                                  |                                      |      | 1846     | 1873   | 57.400 t (1860)           |
| Czeladź                          |                                                      | Czeladź OT Piaski                  | Michael Gutmann, Ernst Kramer                                                                       |                                                                  | Czerwona Gwardia                     | Lage | 1867     |        | 1.625.673 t (1970)        |
| Czerwona Gwardia                 |                                                      | Czeladź                            | | Czeladź, Milowice, Saturn                                        |                                      |      | 1950     | 1990   |                           |
| Czerwone Zagłębie                |                                                      | Sosnowiec                          | | Klimontów I, Porąbka, Mortimer                                   |                                      |      | 1974     | 1992   | 4.219.420 t (1979)        |
| Danuta                           |                                                      | Jaworzno OT Dąbrowa Narodowa       | | Komuna Paryska                                                   |                                      |      | 1954     | 1964   | 126.631 t (1962)          |
| Dohmsgrube                       |                                                      | Jaworzno OT Bory                   | Robert Dohms                                                                                        |                                                                  | Sobieski                             | Lage | 1873     | 1905   | 12.000 t (1873)           |
| Dorota                           | Januar 1941 bis 1944 zur Preussag                    | Sosnowiec OT Ostrowy               | Stanisław Knothe                                                                                    |                                                                  | Kazimierz-Juliusz                    | Lage |          | 1945   | 294.949 t (1938)          |
| Elżbieta                         |                                                      | Trzebinia OT Siersza               | Familien Potocki, Rau                                                                               |                                                                  | Elżbieta-Izabela                     |      | 1843     | 1868   | 9.300 t (1860)            |
| Elżbieta-Izabela                 | 1882 Übernahme von Adam                              | Trzebinia OT Siersza               | |                                                                  | Siersza                              |      | 1868     | 1947   | 430.310 t (1913)          |
| Fanny                            |                                                      | Sosnowiec OT Sielec                | Johannes Maria von Renard                                                                           |                                                                  |                                      |      | ca. 1870 | 1884   |                           |
| Felix                            |                                                      | Sosnowiec OT Ostrowy Górnicze      | Graf Felix Lubieński                                                                                |                                                                  |                                      | Lage | 1814     | 1925   | 23.960 t (1922)           |
| Flora                            | Wiederaufnahme der Förderung 1945                    | Dąbrowa Górnicza OT Gołonóg        | Maciej Stochelski                                                                                   | Zofia, Aleksander, Władysław, Mikołaj, Franciszek, Jan, Viktoria | Generał Zawadzki                     | Lage | 1875     | 1940   | 389.596 t (1913)          |
| Franciszek                       |                                                      | Będzin OT Łagisza                  | Ludwik Grabianski                                                                                   | —                                                                | Flora                                |      | 1874     | 1924   | 10.517 t (1922)           |
| Franciszek                       |                                                      | Krzeszowice                        | Franciszek Westenholz, Markus Honigwachs                                                            | —                                                                |                                      |      | 1891     | 1934   | 5.062 t (1933)            |
| Friedrich-August                 | ab 1919 Piłsudski                                    | Jaworzno                           | Jaworznoer Gewerkschaft SA                                                                          | —                                                                |                                      | Lage | 1871     | 1919   |                           |
| Fryderik                         | auch Graf Friedrich                                  | Sosnowiec OT Dębowa Góra           | Gewerkschaft Graf Renard                                                                            | —                                                                | Ludmilla                             |      | 1850     | 1868   | 48.000 t (1863)           |
| Fryderika                        |                                                      | Sosnowiec OT Dębowa Góra           | Gewerkschaft Graf Renard                                                                            | —                                                                |                                      |      | 1880     | 1922   | 25.142 t (1919)           |
| Generał Zawadzki                 |                                                      | Dąbrowa Górnicza                   | | Flora, Koszelew, Mars, Paryż, Reden                              |                                      |      | 1945     | 1990   | 2.090.436 t (1979)        |
| Graf Renard                      |                                                      | Sosnowiec OT Sielec                | | Fanny                                                            | Sosnowiec                            | Lage | 1884     | 1945   |                           |
| Grodziec                         | bis 1938 Grodziec II                                 | Będzin OT Grodziec                 | Grodzieckie Towarzystwo Kopalń Węgla i Zakłady Przemysłowych                                        |                                                                  |                                      | Lage | 1899     | 1999   | 848.830 t (1979)          |
| Grodziec I                       | auch Maria                                           | Będzin OT Grodziec                 | Maurice Koessiewicz                                                                                 |                                                                  | Grodziec II                          | Lage | 1823     | 1938   | 110.238 t (1937)          |
| Hanka                            | von 1928–1934 Wiesław                                | Dąbrowa Górnicza OT Strzemieszyce  | Franciszek Kicel                                                                                    | Pachtfeld von Flora                                              |                                      | Lage | 1925     | 1935   | 26.135 t (1929)           |
| Helena                           |                                                      | Sosnowiec OT Niwka                 | Towarzystwo Kopalń i Zakładów Hutniczych Sosnowieckie                                               |                                                                  |                                      |      | 1900     | 1937   | 101.541 t (1935)          |
| Irena                            |                                                      | Sosnowiec OT Niwka                 | Towarzystwo Kopalń i Zakładów Hutniczych Sosnowieckie                                               |                                                                  |                                      |      | 1915     | 1924   | 69.644 t (1922)           |
| Izabela                          | zwischenzeitlich stillliegend                        | Siersza                            | Familien Potocki, Rau                                                                               |                                                                  |                                      |      | 1805     | 1860   |                           |
| Jacek-Rudolf                     |                                                      | Jaworzno                           | Gewerkschaft Jaworzno                                                                               |                                                                  | Kościuszko                           | Lage | 1886     | 1921   |                           |
| Jadwiga                          | 1942 Wiederaufnahme als Bismarck I                   | Sosnowiec OT Klimontów             | | Klimontów II                                                     | Bismarck I                           | Lage | 1920     | 1933   |                           |
| Jan                              |                                                      | Dąbrowa Górnicza OT Korzeniec      | Franciszek Łapiński                                                                                 | —                                                                | Flora                                | Lage | 1874     | 1914   | 92.325 t (1897)           |
| Janina                           |                                                      | Libiąż                             | Compagnie Galicienne de Mines                                                                       |                                                                  |                                      | Lage | 1907     |        | 3.427.746 t (1979)        |
| Jan Kanty                        | von 1953 bis 1989 Komuna Paryska                     | Jaworzno                           | Jaworznoer Gewerkschaft SA                                                                          | —                                                                | —                                    | Lage | 1920     | 2000   | 2.510.000 t (1979)        |
| Juliusz                          |                                                      | Sosnowiec OT Ostrowy Górnicze      | |                                                                  | Kazimierz-Juliusz                    | Lage | 1902     | 1938   | 596.000 t (1929)          |
| Kazimierz                        |                                                      | Sosnowiec OT Kazimierz             | Warszawskie Towarzystwo Kopalń Węgla i Zakładów Hutniczych                                          |                                                                  |                                      | Lage | 1902     | 1938   | 876.465 t (1913)          |
| Kazimierz-Juliusz                |                                                      | Sosnowiec OT Kazimierz             | | Kazimierz, Juliusz                                               |                                      | Lage | 1938     | 2017   | 2.135.140 t (1979)        |
| Klimontów I                      | 1908–1920 und 1951–1974                              | Sosnowiec OT Klimontów             | |                                                                  | Władysław                            | Lage | 1908     | 1920   | 1.617.091 t (1970)        |
| Jowisz                           | 1941–1944 Jupiter                                    | Wojkowice                          | Towarzystwo Saturn                                                                                  |                                                                  |                                      | Lage | 1912     | 2000   | 1.970.000 t (1979)        |
| Jupiter                          |                                                      | Wojkowice                          | Preussag                                                                                            | Jowisz                                                           | Jowisz                               | Lage | 1941     | 1944   |                           |
| Katarzyna                        |                                                      | Dąbrowa Górnicza                   | Besitzer des Hofes Kasprzyk                                                                         |                                                                  |                                      |      | 1921     | 1924   | 15.096 t (1922)           |
| Klimontów II                     | 1913–1920                                            | Sosnowiec OT Klimontów             | Towarzystwo Kopalń i Zakładów Hutniczych Sosnowieckie                                               |                                                                  | Jadwiga (ab 1920); Porąbka (ab 1951) | Lage | 1913     | 1920   | 28.255 t (1929)           |
| Klimontów-Mortimer               |                                                      | Sosnowiec                          | | Porąbka, Mortimer                                                | Czerwone Zagłębie                    |      | 1974     | 1992   |                           |
| Komuna Paryska                   | Abspaltung von Bierut zusammen mit Leopold           | Jaworzno                           | | Bierut                                                           | Jan Kanty                            | Lage | 1953     | 1989   | 2.509.370 t (1979)        |
| Koszelew                         | gemeinsamer Betrieb mit Paris                        | Dąbrowa Górnicza OT Koszelew       | Schatzkammer des Königreichs Polen                                                                  |                                                                  | Generał Zawadzki                     | Lage | 1921     |        | 172.472 t (1898)          |
| Kościuszko                       |                                                      | Jaworzno                           | | Jacek-Rudolf                                                     | Jaworzno                             | Lage | 1886     | 1963   | 943.359 t (1938)          |
| Krystyna                         |                                                      | Krzeszowice OT Tenczynek           | Familie Potocki                                                                                     |                                                                  | Siersza                              | Lage | 1895     | 1947   | 82.856 t (1913)           |
| Leokadia                         |                                                      | Będzin                             | Józef Wrzoska                                                                                       | —                                                                |                                      |      | 1899     | 1903   | 21.059 t (1901)           |
| Leopold                          |                                                      | Jaworzno                           | Jaworznoer Gewerkschaft SA                                                                          | —                                                                | Jan Kanty                            | Lage | 1923     | 1945   | 9.812 t (1924)            |
| Ludmilla                         | auch Ludmiła oder Alt-Renard                         | Sosnowiec OT Dębowa Góra           | Andreas Maria von Renard                                                                            |                                                                  |                                      | Lage | 1863     | 1891   | 90.000 t (1873)           |
| Ludwigshoffnung                  | poln. Nadzieja Ludwika                               | Sosnowiec OT Sielec                | Schimmelpfennig von der Oye, Ludwig von Anhalt-Köthen-Pleß                                          |                                                                  |                                      | Lage | 1806     | 1906   | 200.000 t (1880er)        |
| Mars                             |                                                      | Będzin OT Łagisza                  | Maciej Stochelski                                                                                   | Alma, Dorota                                                     | Generał Zawadzki                     | Lage | 1825     |        | 140.580 t (1938)          |
| Milowice                         |                                                      | Sosnowiec OT Milowice              | | Victor                                                           | Czeladź-Milowice                     | Lage | 1890er   | 1975   | 1.333.960 t (1970)        |
| Modrzejów                        | Abspaltung von Niwka                                 | Sosnowiec OT Modrzejów             | Towarzystwo Kopalń i Zakładów Hutniczych Sosnowieckie                                               | Niwka                                                            | Theodor Körner                       | Lage | 1919     | 1942   | 396.632 t (1938)          |
| Mortimer                         | eigenständig 1851–1945 und 1951–1958                 | Sosnowiec OT Zagórze               | Jacek Siemieński                                                                                    |                                                                  | Klimontów-Mortimer                   | Lage | 1851     | 1945   | 427.431 (1900)            |
| Niedzieliska                     | 1822 Józefina                                        | Jaworzno OT Niedzieliska           | Anton Pszorn                                                                                        |                                                                  | zeitweilig zu Gewerkschaft Jaworzno  |      | 1815     |        | 9.115 t (1923)            |
| Niwka                            | Aufspaltung in Niwka, Modrzejów und Klimontów I      | Sosnowiec OT Niwka                 | Maurycy Kossowski, Jacek Lipski, Anton Klimkiewicz                                                  |                                                                  | Theodor Körner                       | Lage | 1833     | 1942   | 673.177 t (1900)          |
| Niwka-Modrzejów                  |                                                      | Sosnowiec                          | | Theodor Körner                                                   |                                      |      | 1945     | 1999   | 2.304.327 t (1979)        |
| Nowa Izabela                     |                                                      | Trzebinia OT Siersza               | Familien Potocki, Rau                                                                               | Izabela                                                          | Elżbieta-Izabela                     |      | 1860     | 1868   |                           |
| Paryż                            | von 1945 bis 1990 Generał Zawadzki                   | Dąbrowa Górnicza                   | Schatzkammer des Königreichs Polen                                                                  |                                                                  |                                      | Lage | 1876     | 1995   | 2.090.436 t (1979)        |
| Piłsudski                        |                                                      | Jaworzno                           | |                                                                  | Jaworzno                             | Lage | 1919     | 1945   |                           |
| Podreden                         |                                                      | Dąbrowa Górnicza                   | | Flora                                                            |                                      | Lage | 1912     | 1935   | 7.890 t (1922)            |
| Porąbka                          | von 1951–1958 Name von Klimontów II                  | Sosnowiec OT Klimontów             | | Jadwiga                                                          | Klimontów-Mortimer                   | Lage | 1951     | 1958   |                           |
| Porąbka-Klimontów                |                                                      | Sosnowiec                          | | Czerwone Zagłębie                                                |                                      |      | 1992     | 1995   |                           |
| Reden                            | Wiederaufnahme der Förderung 1945                    | Dąbrowa Górnicza                   | Schatzkammer des Königreichs Polen                                                                  | —                                                                | Generał Zawadzki                     | Lage | 1785     |        | 274.032 t (1913)          |
| Richter                          | wiederholte Vereinigungen von Richter und Laurahütte | Siemianowice Śląskie               | Vereinigte Königs- und Laurahütte                                                                   | Siemianowitzer Steinkohlengruben                                 | Siemianowice                         | Lage | 1871     | 1936   | 1.043.674 t (1929)        |
| Saturn                           | von 1959 bis 1990 Czerwona Gwardia                   | Czeladź                            | Louis Kozlowski                                                                                     |                                                                  |                                      | Lage | 1872     | 2003   | 2.880.000 t (1979)        |
| Siemianowice                     | 1975 Fusion mit Michał                               | Siemianowice Śląskie               | Wspólnoty Interesów Górniczo-Hutniczych                                                             | Richter und Laurahütte                                           |                                      |      | 1936     | 1993   | 4.888.440 t (1979)        |
| Siemianowitzer Steinkohlengruben |                                                      | Siemianowice Śląskie               | Hugo Henckel von Donnersmarck                                                                       | Carlshoffnung, Eugeniensglück                                    | Laurahütte und Richter               |      | 1855     | 1908   |                           |
| Siersza                          | 1951 Übernahme von Zbyszek                           | Trzebinia                          | | Elżbieta-Izabela, Artur, Krystyna                                | —                                    | Lage | 1947     | 2001   | 3.830.250 t (1979)        |
| Silesia                          | 2005–2010 Fusion mit Brzeszcze                       | Czechowice-Dziedzice               | Dziedzitzer Montangewertschaft Bielitz                                                              |                                                                  |                                      | Lage | 1902     |        | 1.223.495 t (1979)        |
| Sobieski                         | zwischenzeitlich Fusion mit Bierut                   | Jaworzno OT Bory                   | | Dohmsgrube                                                       |                                      | Lage | 1909     |        | 707.500 t (1970)          |
| Sosnowiec                        | von 1946 bis 1954 Stalin                             | Sosnowiec OT Sielec                | | Graf Renard                                                      |                                      | Lage | 1945     | 1998   | 2.544.000 t (1979)        |
| Stalin                           |                                                      | Sosnowiec                          | | Sosnowiec                                                        | Sosnowiec                            |      | 1946     | 1959   |                           |
| Stanisław                        |                                                      | Dąbrowa Górnicza                   | Gewerkschaft Flora                                                                                  | —                                                                |                                      | Lage | 1908     | 1934   | 55.518 t (1928)           |
| Theodor Körner                   |                                                      | Sosnowiec                          | Preussag                                                                                            | Niwka und Modrzejów                                              | Niwka-Modrzejów                      |      | 1942     | 1944   |                           |
| Victor                           |                                                      | Sosnowiec OT Milowice              | Józef Bleszynski                                                                                    |                                                                  |                                      | Lage | 1838     | 1890er |                           |
| Victoria                         | zeitweilige Verpachtung an Flora                     | Dąbrowa Górnicza                   | | —                                                                |                                      | Lage | 1900/01  |        | 95.611 t (1937)           |
| Wańczyków                        |                                                      | Sosnowiec OT Zagórze               | Towarzystwo Kopalń i Zakładów Hutniczych Sosnowieckich (Eigentümer); Andrzej Zieliński (1. Pächter) |                                                                  |                                      |      | 1901     | 1925   | 56.718 t (1924)           |
| Wiesław                          | von 1928–1934 Wiesław                                | Dąbrowa Górnicza OT Strzemieszyce  | Piotr Urbańczyk                                                                                     | Hanka                                                            | Hanka                                | Lage | 1928     | 1934   | 26.135 t (1929)           |
| Władysław                        | Wiederaufnahme 1942 als Bismarck II                  | Sosnowiec OT Klimontów             | | Klimontów I                                                      | Bismarck II                          | Lage |          |        |                           |
| Władysław                        |                                                      | Dąbrowa Górnicza                   | | —                                                                | Flora                                |      | 1886     | 1895   | 100.000 t (1895)          |
| Wojciech                         |                                                      | Dąbrowa Górnicza OT Strzemieszyche | Stanislaw Knothe, Jozef Przedpełski                                                                 | —                                                                |                                      |      | 1921     | 1924   | 20.106 t (1922)           |
| Zbyszek                          |                                                      | Trzebinia                          | Osada Górniczo-Przemysłowa Trzebinia                                                                |                                                                  | Siersza                              | Lage | 1921     | 1951   | 114.762 t (1938)          |

## Revier Lublin
| Name     | Bemerkungen | Ort                   | Gründungseigentümer | Vorgänger                   | Nachfolger | Lage | Beginn | Ende | maximale Förderung (Jahr) |
| -------- | ----------- | --------------------- | ------------------- | --------------------------- | ---------- | ---- | ------ | ---- | ------------------------- |
| Bogdanka |             | Puchaczów OT Bogdanka |                     | Lubelski Węgiel Bogdanka SA |            | Lage | 2009   |      | 9.190.000 t (2014)        |

## Revier Niederschlesien
| Name                       | Bemerkungen                                                  | Ort                                  | Gründungseigentümer                 | Vorgänger                                                                         | Nachfolger                                    | Lage                          | Beginn | Ende         | maximale Förderung (Jahr) |
| -------------------------- | ------------------------------------------------------------ | ------------------------------------ | ----------------------------------- | --------------------------------------------------------------------------------- | --------------------------------------------- | ----------------------------- | ------ | ------------ | ------------------------- |
| Abendröthe                 | ab 1945 Klara                                                | Boguszów-Gorce OT Gorce              | Gewerkschaft Abendröthe             | —                                                                                 | Victoria                                      | Lage                          | 1860   | 1927         |                           |
| Agnes                      | 1921 Übergabe an die Neuroder Kohlen- und Tonwerke           | Nowa Ruda OT Jugów                   | Theodor Hitze, Berlin               | —                                                                                 | —                                             | —                             | 1854   |              | 434 t (1875)              |
| Bernhard                   |                                                              | Wałbrzych OT Rusinowa                |                                     | —                                                                                 | consol. Cäsargrube                            |                               | 1787   | 1925         |                           |
| Beste                      |                                                              | Wałbrzych OT Sobięcin                | Salzinspektoren Plümecke, Schneider | —                                                                                 | Glückhilf                                     |                               | 1776   | 1859         | 23.000 t (1858)           |
| Bolesław Chrobry           | bis 1945 Fürstensteiner Gruben                               | Wałbrzych                            |                                     |                                                                                   | Wałbrzych                                     | Lage                          |        | 1964         |                           |
| Charlotte                  |                                                              | Wałbrzych OT Sobięcin                | Frau von Platen                     | —                                                                                 | Carl-Georg-Victor                             |                               | 1787   | 1864         | über 1.680 t (1861)       |
| Christian Friedrich        |                                                              | Wałbrzych                            | Salzinspektoren Plümecke, Schneider | —                                                                                 | Fürstensteiner Gruben                         |                               | 1815   | 1876         | 6.200 t (1840)            |
| Biały Kamień               | von 1945 bis 1950 Name des Bergwerks Fuchsgrube/Julia/Thorez | Wałbrzych OT Biały Kamień            |                                     | —                                                                                 | —                                             | Lage                          |        |              |                           |
| Cäsargrube                 | ab 1945 Tereza                                               | Wałbrzych OT Rusinowa                |                                     | —                                                                                 | Julia                                         | Lage                          | 1833   | —            | 90.382 t (1912)           |
| Carl-Georg-Victor          | ab 1945 Barbara                                              | Boguszów-Gorce OT Kuźnice Świdnickie |                                     | —                                                                                 | Victoria                                      | Lage                          | 1829   | 1928         | 395.745 t (1912)          |
| Chwalibóg                  | bis 1945 Segen-Gottes-Grube                                  | Wałbrzych OT Stary Zdrój             |                                     |                                                                                   |                                               | Lage                          |        |              | 150.695 t (1912)          |
| Curt                       |                                                              | Wałbrzych OT Rusinowa                |                                     | —                                                                                 | consol. Cäsargrube                            |                               | 1877   | 1930         | 2.633 t (1876)            |
| David                      |                                                              | Szczawno-Zdrój                       | Müller Demuth                       | Emilie Anna; Erwünschte Zukunft                                                   | Tytus                                         | Lage                          | 1789   | 1950         | 165.293 t (1912)          |
| Dorothea                   |                                                              | Jedlina-Zdrój OT Kamieńsk            |                                     | —                                                                                 | Sophie                                        |                               | 1800   | 1930         | über 100 t (1830)         |
| Emilie Anna                |                                                              | Stare Bogaczowice                    | Karl Georg Treutler                 | —                                                                                 | David                                         |                               | 1821   | Ende 19. Jh. | 2.900 t (1858)            |
| Erwünschte Zukunft         |                                                              | Stare Bogaczowice                    |                                     | —                                                                                 | David                                         |                               | 1841   | Ende 19. Jh. | über 338 t (1911)         |
| Friedenshoffnung           | Hermesdorfer Gewerkschaft                                    | Wałbrzych OT Sobięcin                |                                     | —                                                                                 | Glückhilf-Friedenshoffnung                    | Lage                          | 1813   |              | 70.700 t (1858)           |
| Friederike                 |                                                              | Wałbrzych OT Glinik Nowy             |                                     | —                                                                                 |                                               |                               | 1842   | 1930         | über 2.400 t (1849)       |
| Friedrich Stollberg        | 1921 bzw. 1933 Abgabe an die Niederschlesische Bergbau AG    | Boguszów-Gorce OT Kuźnice Świdnickie | Fürsten von Pleß                    |                                                                                   |                                               |                               | 1845   |              | 3.600 t (1858)            |
| Friedrich Theodor          |                                                              | Kamienna Góra OT Przedwojów          | Kaufleute Kuhna, Schuchardt         | Liebauer Gruben                                                                   |                                               |                               | 1843   | 1862         | 1.200 t (1869)            |
| Frischauf                  | 1898 Übergabe an die Neuroder Kohlen- und Tonwerke           | Nowa Ruda OT Bożków                  | Graf von Götzen und Graf von Magnis |                                                                                   |                                               |                               | 1742   |              | 31.600 t (1858)           |
| Fürstensteiner Gruben      | ab 1946 Bolesław Chrobry                                     | Wałbrzych                            | Fürsten von Pleß                    | Graf Hochberg, Johannes, Louise Auguste, Anhalt Segen, Friedrich Ferdinand        | —                                             | Lage                          | 1876   | —            |                           |
| Fuchsgrube                 | von 1950-93 Thorez; zum Schluss Julia                        | Wałbrzych OT Biały Kamień            | Gewerkschaft Fuchs                  | —                                                                                 | —                                             | Lage                          | 1742   |              | 1.460.541 t (1937)        |
| Fuchsstollen               |                                                              | Wałbrzych OT Biały Kamień            | Gewerkschaft Fuchs                  | —                                                                                 | Fuchsgrube                                    |                               | 1781   |              |                           |
| Glückauf                   |                                                              | Wałbrzych OT Rusinowa                |                                     | —                                                                                 | consol. Cäsargrube                            |                               | 1773   | 1925         |                           |
| Glückauf Anton             |                                                              | Nowa Ruda OT Zacisz                  | Graf Josef Stillfried               |                                                                                   |                                               |                               | 1801   | 1806         | 970 t (1801)              |
| Glückhilf                  | Hermesdorfer Gewerkschaft                                    | Wałbrzych OT Sobięcin                | Baron Czettritz                     |                                                                                   | Glückhilf-Friedenshoffnung                    | Lage                          | 1769   | 1892         | 63.000 t (1858)           |
| Glückhilf-Friedenshoffnung |                                                              | Wałbrzych                            |                                     | Abendröthe, Jenny und Gewalt, Carl-Georg-Victor                                   | Victoria                                      | Lage                          | 1892   | 1945         | 1.228.618 t (1937)        |
| Gotthelf                   |                                                              | Czarny Bór                           | Karl Töpfer                         |                                                                                   | Liebauer Kohlenverein                         |                               | 1823   | 1874         | 7.600 t (1840)            |
| Graf Hochberg              |                                                              | Wałbrzych                            | Fürsten von Pleß                    |                                                                                   | Fürstensteiner Gruben                         | Lage                          | 1761   | 1867         | 91.000 t (1858)           |
| Gustav                     | ab 1945 Witold                                               | Boguszów-Gorce                       | Herren von Dyherrn-Czettritz        | Allianz und Freudiger Wink                                                        | Victoria                                      | Lage                          | 1791   | 1943         | 240.116 t (1912)          |
| Gute Hoffnung              |                                                              | Boguszów-Gorce                       | Bürger Tierold, Scharff             |                                                                                   | Abendröthe                                    |                               | 1764   | 1821         | über 630 t (1774/75)      |
| Hans Heinrich Tiefbau      | später eigenständige Schachtanlage der Fürstensteiner Gruben | Wałbrzych                            | Fürsten von Pleß                    |                                                                                   | Fürstensteiner Gruben                         | Lage                          | 1864   | 1876         |                           |
| Hilf uns wieder            |                                                              | Boguszów-Gorce                       | Jan Heinrich Rudolph                |                                                                                   | Abendröthe                                    |                               | 1744   | 1821         | über 1.000 t (1776)       |
| Jakob                      |                                                              | Nowa Ruda                            | Freiherr Stillfried von Rattonitz   |                                                                                   | Wencelslaus                                   |                               | 1787   | 1921         | 7.600 t (1840)            |
| Johannes                   |                                                              | Wałbrzych                            |                                     |                                                                                   | Fürstensteiner Gruben                         |                               | 1778   | 1876         | 6.600 t (1840)            |
| Joseph                     |                                                              | Jedlina-Zdrój                        | Graf Seherr-Thoß                    |                                                                                   |                                               |                               | 1742   | 1768         | 370 t (1766–1768)         |
| Joseph                     |                                                              | Nowa Ruda                            | Paul Heyrich                        |                                                                                   | Ruben                                         |                               | 1787   | 1860         | 500 t (1758)              |
| Julia                      | zuvor Fuchsgrube bzw. Thorez                                 | Wałbrzych OT Biały Kamień            |                                     | —                                                                                 | —                                             | Lage                          | 1742   | 1996         | 1.460.541 t (1937)        |
| Klara                      | bis 1945 Abendröthe                                          | Boguszów-Gorce OT Gorce              | Gewerkschaft Abendröthe             | —                                                                                 | Victoria                                      | Lage                          |        |              |                           |
| Liebauer Kohlenverein      |                                                              | Lubawka                              | Schälter und Co., Wien              | Georg, Friedrich, Theodor, Zum Stollen, Ehrich                                    |                                               |                               | 1862   | 1870er-Jahre | 19.500 t (1876)           |
| Lisette                    |                                                              | Dzikowiec (Nowa Ruda)                | Karl Niesela                        |                                                                                   | Ruben                                         |                               | 1781   | 1860         | 280 (1786)                |
| Melchior                   | ab 1945 Miesko                                               | Wałbrzych OT Podgórze                |                                     |                                                                                   |                                               | Lage                          | 1840   |              | 483.450 t (1937)          |
| Miesko                     | bis 1945 Melchior                                            | Wałbrzych OT Podgórze                |                                     |                                                                                   | Wałbrzych                                     | Lage                          |        | 1964         |                           |
| Mittelsteine               | Fusion mehrerer Gruben (s. u.)                               | Ścinawka Średnia                     | Gustav Linnartz, Adrian Gaertner    | Kaiser Wilhelm, Kurt, Kunigunde, Amöna, Alfred, Adriana, Walther, Gustav, Neurode | Stadt Neurode, Neurode Nord und Süd, Cornelia |                               | 1902   | 1925         | 11.095 t (1924)           |
| Morgen- und Abendstern     |                                                              | Wałbrzych OTe Biały Kamień und Opoka | Georg Biller                        | Abendstern (1780) und Morgenstern (1773)                                          | Baufeld 1928 zur Fuchsgrube                   |                               | 1784   | ca. 1870     | 33.800 t (1858)           |
| Neue Grube                 |                                                              | Czarny Bór                           | Baron von Czettritz                 |                                                                                   |                                               |                               | 1775   | 1787         | 1.470 t (1783)            |
| Neue Heinrich              |                                                              | Wałbrzych OT Sobięcin                | Baron von Czettritz                 |                                                                                   | Glückhilf                                     |                               | 1782   | 1886         | 19.000 t (1840)           |
| Neue Richter               |                                                              | Boguszów-Gorce                       | Jan Bogumil Güttler                 |                                                                                   | Abendröthe                                    |                               | 1770   | 1827         | 4.500 t (1806)            |
| Neu Glückauf               | ab 1921 Wenceslaus                                           | Głuszyca OT Sierpnice                |                                     |                                                                                   |                                               |                               | 1844   | ca. 1860     | 140 t (1858)              |
| Nowa Ruda                  | bis 1945 Ruben                                               | Nowa Ruda                            |                                     | Ruben, Przygórze, Jan                                                             | 1954 Abspaltung von Słupiec                   | Lage                          | 1945   | 1989 (?)     | 1.211.200 t (1979)        |
| Przygóre                   |                                                              | Wolibórz                             | Hemm von Hemmstein                  |                                                                                   | Nowa Ruda                                     |                               | 1793   |              | 255.840 t (1937)          |
| Ruben                      | ab 1945 Nowa Ruda                                            | Nowa Ruda                            | Baron Stillfried, Graf von Magnis   | Joseph, Neue Ruben, Lisette, Toussain, Neue Lisette                               |                                               | Lage                          | 1781   |              |                           |
| Segen-Gottes-Grube         | 1929 Fusion mit Fuchsgrube; ab 1945 Chwalibóg                | Wałbrzych OT Stary Zdrój             | Graf von Chamaré                    |                                                                                   |                                               | Lage                          | 1594   |              | 150.695 t (1912)          |
| Słupiec                    | 1948 Fusion mit Nowa Ruda; ab 1971 wieder eigenständig       | Słupiec (Nowa Ruda)                  | Baron von Pilati                    |                                                                                   |                                               | Lage                          | 1763   |              | 668.275 t                 |
| Sophie                     | ab 1912 Sophie und Lehmwasser                                | Jedlina-Zdrój                        | Baron von Seherr-Thoß               | Carl Gustav, Dorothea, Max                                                        |                                               |                               | 1763   | 1931         | 144.062 t (1912)          |
| Teresa                     | bis 1945 Cäsargrube                                          | Wałbrzych OT Rusinowa                |                                     |                                                                                   | Julia                                         | Lage                          | 1773   |              | 90.382 t (1912)           |
| Thorez                     |                                                              | Wałbrzych OT Biały Kamień            |                                     | Fuchsgrube                                                                        | Julia                                         | Lage                          | 1950   | 1993         |                           |
| Tytus                      |                                                              | Szczawno-Zdrój                       |                                     | David                                                                             | Julia                                         | Lage                          | 1950   |              |                           |
| Valentin                   |                                                              | Nowa Ruda                            | Hemm von Hemmstein                  |                                                                                   |                                               |                               | 1779   |              | 1.400 t (1791)            |
| Victoria                   |                                                              | Wałbrzych OT Sobięcin                |                                     | Glückhilf-Friedenshoffnung, Gustav (Withold)                                      | —                                             | Koordinaten fehlen! Hilf mit. | 1945   | 1993         |                           |
| Wałbrzych                  | —                                                            | Wałbrzych                            | Fürsten von Hochberg                | Bolesław Chrobry, Mieszko                                                         | —                                             | Lage                          | 1964   | 1994         | 1.270.000 t (1979)        |
| Wencelslaus                | auch Wacław genannt                                          | Nowa Ruda OT Miłków                  | Jugow Haugwitz                      |                                                                                   |                                               |                               | 1771   | 1940         | 564.966 t (1912)          |
| Wilhelmine                 | zeitweilig mit Traugott betrieben                            | Boguszów-Gorce                       | Samuel Fäustel                      |                                                                                   |                                               |                               | 1773   | 1817         | 1.200 t (1775/76)         |
| Witold                     | bis 1945 Gustav                                              | Boguszów-Gorce                       | Herren von Dyherrn-Czettritz        |                                                                                   | Victoria                                      | Lage                          | 1791   | 1943         | 240.116 t (1912)          |

## Revier Oberschlesien
| Name                                 | Bemerkungen                                            | Ort                                  | Gründungseigentümer                                                         | Vorgänger                                                                                 | Nachfolger                                                     | Lage                                      | Beginn    | Ende      | maximale Förderung (Jahr) |
| ------------------------------------ | ------------------------------------------------------ | ------------------------------------ | --------------------------------------------------------------------------- | ----------------------------------------------------------------------------------------- | -------------------------------------------------------------- | ----------------------------------------- | --------- | --------- | ------------------------- |
| Abendroth                            | —                                                      | Katowice OT Szopienice               | Franz Winckler                                                              | —                                                                                         | Gieschegrube                                                   | Lage                                      | 1845      | 1883      | 2.700 t (1873)            |
| Abwehr                               |                                                        | Zabrze OT Mikulczyce                 |                                                                             | Donnersmarckhüttengrube                                                                   | Mikulczyce                                                     | Lage                                      | 1927      | 1945      | 1.351.705 t (1938)        |
| Adler                                | Wiederinbetriebnahme 1932–1934                         | Tychy OT Zawiść                      | M. Adler aus Żory                                                           | —                                                                                         |                                                                |                                           | 1866      | 1878      | 4.000 t (1877)            |
| Agathe                               | —                                                      | Mysłowice                            | Alexander Mieroszewski, Anton Kołodziejski                                  | —                                                                                         | Reservefeld                                                    | Koordinaten fehlen! Hilf mit.             | 1831      | 1896      | 19.000 t (1873)           |
| Agnes Amanda                         | —                                                      | Katowice OT Janow                    | Josef Heintze                                                               | —                                                                                         | Gieschegrube                                                   | Lage                                      | 1840      | 1883      | 18.500 t (1847)           |
| Agnessegen                           | —                                                      | Chełm Śląski                         | Staatskasse und mehrere Unternehmer                                         | —                                                                                         |                                                                |                                           | 1843      | 1928      | 600 t (o. J.)             |
| Albert                               | —                                                      | Katowice OT Brynow                   | Albert von Sallaw, Franz Winckler                                           | —                                                                                         | Oheim                                                          |                                           | 1839      | 1899      |                           |
| Alma                                 | —                                                      | Mikolów OT Mokre                     | Franz und Maria-Valeska Winckler                                            | —                                                                                         |                                                                |                                           | 1857      |           | 1.353 t (1927)            |
| Aleksander                           | —                                                      | Łaziska Górne                        | Fürsten von Pleß                                                            | Trautscholdsegen, Heinrichsglück, Prinzengrube                                            | Aleksander-Książątko-Brade                                     | Lage                                      | 1921      | 1933      | 419.519 t (1938)          |
| Aleksander-Książątko-Brade           | Zusammenschluss dreier Pleßscher Gruben                | Łaziska Górne                        |                                                                             | Aleksander, Książątko (Prinzengrube), Brade                                               | Aleksander-Książątko-Bolesław Śmiały                           | Lage                                      | 1933      | 1937      |                           |
| Aleksander-Książątko-Bolesław Śmiały | Umbenennung                                            | Łaziska Górne                        |                                                                             | Aleksander, Książątko (Prinzengrube), Brade                                               | Aleksander-Książątko-Bolesław Śmiały                           |                                           | 1937      | 1947      | 1.044.787 t (1943)        |
| Alma                                 | —                                                      | Mikolów OT Mokre                     | Franziska Erma und Valeska von Tiele-Winckler                               | —                                                                                         |                                                                |                                           | 1857      | 1927      | 1.353 t (1927)            |
| Alwina                               | —                                                      | Mikolów OT Mokre                     | Franz Winckler                                                              | —                                                                                         |                                                                |                                           | 1831      | 1923      | 9.404 t (1923)            |
| Amalie                               | —                                                      | Zabrze                               | Hofrichter aus Zabrze                                                       | —                                                                                         | Concordia                                                      |                                           | 1801      | 1876      | 15.500 t (1873)           |
| Amalienwunsch                        | —                                                      | Ruda Śląska OT Wirek                 | C. F. Stark aus Beuthen                                                     | —                                                                                         | Lithandra                                                      |                                           | 1827      | 1848      | 1.800 t (1848)            |
| Andalusien                           | ab 1922 Andaluzja                                      | Piekary Śląskie OT Śląskie-Kamień    | Guido Henckel von Donnersmarck                                              |                                                                                           |                                                                | Koordinaten fehlen! Hilf mit.             | 1903      |           | 4.346.990 t (1979)        |
| Andaluzja                            | bis 1922 Andalusien                                    | Piekary Śląskie OT Śląskie-Kamień    | —                                                                           |                                                                                           | Piekary                                                        | Koordinaten fehlen! Hilf mit.             |           | 2012      | 4.346.990 t (1979)        |
| Arcona                               | —                                                      | Katowice OT Bogucice                 | Leonard Erbreich                                                            | —                                                                                         | Kleofas                                                        |                                           | 1856      | 1873      | 11.300 t (1870)           |
| Arthur                               | —                                                      | Kattowitz OT Dąb                     | John Baildon                                                                | —                                                                                         | Ferdinand                                                      |                                           | 1856      | 1885      |                           |
| Auguste                              | —                                                      | Mysłowice                            | Karl Pohl                                                                   | —                                                                                         | Gieschegrube                                                   |                                           | 1830      | 1883      | 8.000 t (1835)            |
| Augustensfreude                      |                                                        | Łaziska Górne                        | Fürst von Pleß                                                              |                                                                                           | 1892 Baufeld an Bradegrube                                     |                                           | 1839      | 1884      | 21.921 t (1873)           |
| Augustfreude                         |                                                        | Siemianowice Śląskie OT Przełajka    | Franziska Sobczyk u. a.                                                     |                                                                                           |                                                                |                                           | 1859      | 1877      | 16.382 t (o. J.)          |
| Barbara-Chorzów                      |                                                        | Chorzów                              |                                                                             | Barbara-Wyzwolenie, Chorzów                                                               | —                                                              | Lage                                      | 1970      | 1993      | 1.980.000 t (1970)        |
| Barbara-Wyzwolenie                   | West- und Nordfeld der Königsgrube                     | Chorzów                              |                                                                             | Święta Barbara, Wyzwolenie                                                                | Barbara-Chorzów                                                | Lage                                      | 1937      | 1970      | 1.310.644 t (1965)        |
| Beate                                | —                                                      | Katowice OT Brynow                   | Leonard Erbreich                                                            | —                                                                                         | Oheim                                                          | Lage                                      | 1801      | 1899      | 38.700 t (1873)           |
| Belle-Alliance                       | —                                                      | Katowice OT Bogucice                 | Franz Winckler, Alexandra Mieroszewsky                                      | —                                                                                         | Ferdinand                                                      | Lage                                      | 1838      | 1885      |                           |
| Belowssegen                          | —                                                      | Ruda Śląska OT Nowy Bytom            | Andreas Maria von Renard                                                    |                                                                                           | Lithandra (1899)                                               |                                           | 1805      | 1877      | 20.000 t (o. J.)          |
| Bergfreiheit                         |                                                        | Bytom OT Bobrek                      | von Hochberg auf Schomberg                                                  |                                                                                           | Paulus                                                         | Lage                                      | 1794      | 1856      | 21.000 t (1855)           |
| Bergknappe                           | —                                                      | Katowice OT Dąbrówka Mała            | Donnersmarck (Tarnowitz-Neudeck)                                            | —                                                                                         | Georg                                                          |                                           | 1826      | 1905      |                           |
| Bergthal                             |                                                        | Mysłowice                            | Schmiede der Region                                                         | —                                                                                         | Gieschegrube                                                   |                                           | 1788      | 1896      | 140 t (1923)              |
| Bessere Zukunft                      | —                                                      | Ruda Śląska OT Nowy Bytom            | Ballestrem                                                                  |                                                                                           | Wolfgang                                                       |                                           | 1839      | 1885      | 2.400 t (1885)            |
| Beuthengrube                         | ab 1945 Bytom                                          | Bytom                                |                                                                             | Radzionkau                                                                                | Bytom                                                          | Lage                                      | 1922      | 1945      |                           |
| Bielszowice                          | —                                                      | Ruda Śląska OT Bielszowice           | Skarboferm                                                                  | Rheinbabenschächte, Guido                                                                 | Ruda                                                           | Lage                                      | 1922      | 2016      | 3.060.000 t (2017)        |
| Bobrek                               | Selbstständigkeit von 2015–2017                        | Bytom OT Bobrek                      |                                                                             | Gräfin Johanna                                                                            | Bobrek-Szombierki                                              | Lage                                      | 1945      | 1993      |                           |
| Bobrek                               | Fusion von Bobrek und Centrum                          | Bytom OT Bobrek                      |                                                                             | Bytom III, Centrum                                                                        | Bobrek                                                         | Lage                                      | 2005      | 2015      |                           |
| Bobrek-Miechowice                    | Fördereinstellung auf Miechowice                       | Bytom                                |                                                                             | Bobrek, Szombierki                                                                        | Zakład Górniczy Bytom I                                        |                                           | 1997      | 1999      |                           |
| Bobrek-Szombierki                    | Fördereinstellung auf Szombierki                       | Bytom                                |                                                                             | Bobrek, Szombierki                                                                        | Bobrek-Miechowice                                              |                                           | 1993      | 1995      |                           |
| Böerschächte                         |                                                        | Katowice OT Kostuchna                | Fürsten von Pleß                                                            | —                                                                                         | Boże Dary                                                      | Lage                                      | 1901      | 1922      | 459.573 t (1919)          |
| Boże Dary                            |                                                        | Katowice OT Kostuchna                |                                                                             | Böerschächte                                                                              | Murcki-Staszic                                                 | Lage                                      | 1922      | 2015      | 930.730 t (1970)          |
| Bolesław Śmiały                      |                                                        | Łaziska Górne                        |                                                                             | Aleksander-Książątko-Bolesław Śmiały, Waleska                                             |                                                                |                                           | 1947      |           | 2.820.000 t (1979)        |
| Bradegrube                           | Aufnahme Augustensfreude 1892                          | Łaziska Górne                        | Fürst von Pleß                                                              |                                                                                           | Aleksander-Książątko-Brade                                     | Lage                                      | 1849      | 1933      | 537.507 t (1928)          |
| Brandenburg                          | ab 1922 Wawel                                          | Ruda Śląska OT Ruda                  | Ballestrem                                                                  | —                                                                                         | Wawel (alt)                                                    | Lage                                      | 1770      | 1924      | 924.369 t (1913)          |
| Budryk                               |                                                        | Ornontowice                          |                                                                             |                                                                                           |                                                                | Lage                                      | 1978      |           | 4.176.000 t (2016)        |
| Bytom                                |                                                        | Bytom                                |                                                                             | Beuthengrube                                                                              | Powstańców Śląskich                                            | Lage                                      | 1945      | 1975      | 2.259.490 t (1970)        |
| Bytom I                              | 2011 privatwirtschaftliche Wiederaufnahme              | Bytom                                |                                                                             |                                                                                           | Powstańców Śląskich                                            |                                           | 1999      | 2001      |                           |
| Bytom II                             |                                                        | Bytom OT Rozbark                     |                                                                             |                                                                                           | Rozbark                                                        |                                           | 1999      | 2004      |                           |
| Bytom III                            |                                                        | Bytom                                |                                                                             | Bobrek-Miechowice                                                                         | Bobrek (Ruch Bobrek und Ruch Centrum)                          |                                           | 1999      | 2005      |                           |
| Bujaków                              |                                                        | Gierałtowice OT Bujaków              | Karl Godulla                                                                | Berthuska, Albertine, Glashütte                                                           |                                                                |                                           | 1844      | 1921      | 10.800 t (1873)           |
| Burghard                             | 1827 Fusion mit Sophie                                 | Mikołów OT Mocre                     | von Hochberg                                                                |                                                                                           |                                                                |                                           | 1805      | 1888      | 22.000 t (1873)           |
| Błogosławieństwo Boże                | —                                                      | Ruda Śląska OT Wirek                 |                                                                             | Gottessegen                                                                               | Lech                                                           |                                           | 1922      | 1931      | 796.085 t (1928)          |
| Carl Emmanuel                        | —                                                      | Ruda Śląska OT Ruda                  | von Ruffer                                                                  | —                                                                                         | Wolfgang                                                       | Lage                                      | 1845      | 1890      | 89.181 t (1885)           |
| Carlsglück                           | —                                                      | Piekary Śląskie OT Kozłowa Góra      | Donnersmarck (Tarnowitz-Neudeck)                                            | —                                                                                         | Baufeld an Radzionków                                          |                                           | 1825      | 1830      |                           |
| Carlshoffnung                        | —                                                      | Siemianowice Śląskie                 | Hugo Henckel von Donnersmarck                                               | —                                                                                         | Siemianowitzer Kohlengruben                                    |                                           | 1825      | 1855      | 31.500 t (1853)           |
| Carlssegen                           |                                                        | Mysłowice OT Brzezinka               | Baron Larisch                                                               | Krakau, Cordula, Fürst Blücher                                                            | Karol                                                          | Lage                                      | 1797      | 1922      | 7.032 (1876)              |
| Caroline                             | —                                                      | Katowice OT Józefowiec               | von Kloch                                                                   | —                                                                                         | Hohenlohe                                                      | Lage                                      | 1787      | 1869      | 116.000 t (1857)          |
| Castellegno                          |                                                        | Zabrze OT Rokitnica                  | Grafen Ballestrem                                                           |                                                                                           | Rokitnica                                                      | Lage                                      | 1857      | 1945      | 2.283.526 t (1938)        |
| Catalpa                              | —                                                      | Katowice OT Janow                    | Maria-Valeska von Tiele-Winckler, Heinrich Ruffer                           | —                                                                                         | Reservefeld (später Staszic)                                   | Lage                                      | 1835      | 1896      |                           |
| Catharina                            | —                                                      | Ruda Śląska OT Ruda                  |                                                                             | —                                                                                         | Aufteilung auf Brandenburg und Wolfgang                        |                                           | 1819      | 1892      | 107.618 t (1869)          |
| Centrum                              | Name auch 1945–1950                                    | Bytom OT Karf                        |                                                                             | Dymitrow                                                                                  | Bytom III                                                      | Lage                                      | 1999      | 2015      |                           |
| Chassée                              | Förderungsaufnahme 1870                                | Siemianowice Śląskie                 | Herren von Rheinbaben                                                       |                                                                                           | Hohenlohe-Fanny                                                |                                           | 1836      | 1923      | 39.500 t (1873)           |
| Cleophas                             | andere Schreibweise für Kleofas                        | Katowice OT Obroki                   | Karl Godulla, Löbl Freund                                                   |                                                                                           | Kleofas-Katowice                                               | Lage                                      | 1840      | 1996      | 1.965.300 t (1970)        |
| Concordia und Michael                | 1876 Fusion mit Amalia                                 | Zabrze                               | Carl Lazarus Henckel von Donnersmarck                                       |                                                                                           | Ludwik und Concordia                                           | Lage                                      | 1828      | 1958      | 1.139.186 t (1965)        |
| Czeczott                             |                                                        | Wola                                 |                                                                             |                                                                                           | Piast                                                          | Lage                                      | 1985      | 2000      |                           |
| Danzig                               |                                                        | Mysłowice                            | Alexander Mieroszewski, Loebel Danziger, Frederick Gawron                   |                                                                                           | Mysłowice                                                      |                                           | 1837      | 1866      | 10.500 t (1848)           |
| Dąbrówka Śląska                      | Ausbeutung ab 1924                                     | Katowice OT Dąbrówka Mała            | Józef Heintze                                                               |                                                                                           |                                                                |                                           | 1856      | 1939      | 38.387 t (1938)           |
| Delbrück                             |                                                        | Zabrze OT Makoszowy                  | Königliche Steinkohlenbergwerke in O.S.                                     |                                                                                           | Makoszowy                                                      | Lage                                      | 1900      | 1945      | 1.808.018 t (1938)        |
| Deutschland                          |                                                        | Świętochłowice                       | Guido Henckel von Donnersmarck                                              | Fausta                                                                                    | Niemcy                                                         | Lage                                      | 1873      | 1922      | 1.028.831 t (1913)        |
| Donnersmarckhüttengrube              | ab 1927 Abwehrgrube                                    | Zabrze OT Mikulczyce                 | Donnersmarckhütte                                                           | —                                                                                         | Mikulczyce                                                     | Lage                                      | 1906      | 1945      | 1.351.705 t (1938)        |
| Dymitrow                             |                                                        | Bytom OT Karf                        |                                                                             | Zentrum                                                                                   | Centrum                                                        | Lage                                      | 1950      | 1990      | 3.869.740 t (1979)        |
| Edwin                                |                                                        | Katowice OT Szopienice               | Johann Gottlob Lamprecht                                                    | —                                                                                         | Gieschegrube                                                   | Lage                                      | 1837      | 1883      | 10.000 t (1842)           |
| Eintracht                            |                                                        | Ruda Śląska OT Nowy Bytom            | Goldschmied Sengelin aus Gliwice, Stadt Bytom                               | —                                                                                         | Aufteilung auf Lithandra und Friedensgrube                     | Lage                                      | 1830      | 1900      | 14.400 t (1871)           |
| Eisenbahn                            | 1872 Fusion mit Locomotive                             | Mysłowice OT Brzęczkowice            | Maria Winckler                                                              | —                                                                                         | Locomotive                                                     | Reservefeld                               | 1839      | 1896      | 21.400 t (1873)           |
| Elfriede                             | —                                                      | Katowice OT Roździeń                 | Franz Winckler                                                              | —                                                                                         | Gieschegrube                                                   | Lage                                      | 1839      | 1883      | 7.400 t (1873)            |
| Emanuel                              | vorher und nachher Emanuelssegen                       | Katowice OT Murcki                   |                                                                             |                                                                                           | Emanuel/Murcki                                                 | Lage                                      | 1922      | 1939      | 692.035 t (1928)          |
| Emanuelssegen                        | Name auch 1939–1945                                    | Katowice OT Murcki                   | Fürsten von Pleß                                                            |                                                                                           | Emanuel/Murcki                                                 | Lage                                      | 1769      | 1922      | 432.301 t (1913)          |
| Emanuelstrost                        |                                                        | Mysłowice OT Chelm                   | Loebel Perls, Loebel Danziger                                               |                                                                                           |                                                                |                                           | 1846      | 1922      | 2.000 t (1873)            |
| Eminenz                              | —                                                      | Katowice OT Dąb                      | Krankenhaus Zum Heiligen Geist (Bytom), katholische Kirchengemeinde Chorzów | Król, Waterloo                                                                            | Gottwald                                                       | Lage                                      | 1903      | 1953      |                           |
| Eugeniensglück                       | —                                                      | Siemianowice Śląskie                 | Henckel von Donnersmark (Beuthen-Siemianowitz)                              | Eugenie, Glück                                                                            | Siemianowitzer Kohlengruben                                    |                                           | 1841      | 1855      | 88.000 t (1854)           |
| Fanny                                | Förderungsaufnahme 1870                                | Siemianowice Śląskie OT Michałkowice | Herren von Rheinbaben                                                       |                                                                                           | Hohenlohe-Fanny                                                | Lage                                      | 1803      | 1923      | 78.000 t (1873)           |
| Fausta                               |                                                        | Świętochłowice                       | Carl Lazarus Henckel von Donnersmarck                                       |                                                                                           | Deutschlandgrube                                               |                                           | 1829      | 1866      | 31.500 t (1847)           |
| Feldmarschall                        |                                                        | Mysłowice                            | Alexander Mieroszewski, Anthony Kołodziejski                                |                                                                                           | Mysłowice                                                      |                                           | 1831      | 1866      |                           |
| Ferdinand                            | ab 1936 (mit Unterbrechungen) Katowice                 | Katowice OT Bogucice                 | Marie Winckler                                                              | —                                                                                         | Katowice                                                       | Lage                                      | 1823      | 1936      | 726.742 t (1928)          |
| Florentine/Florentyna                | ab 1922 größtenteils poln.                             | Bytom OT Łagiewniki                  | Franz Winckler                                                              |                                                                                           | Łagiewniki                                                     |                                           | 1822      | 1945      | 922.467 t (1938)          |
| Franz                                |                                                        | Świętochłowice OT Chropaczów         | Carl Lazarus Henckel von Donnersmarck                                       |                                                                                           | Mathilde                                                       |                                           | 1835      | 1875      | 22.300 t (1973)           |
| Freiheit                             |                                                        | Mysłowice OT Brzezinka               |                                                                             |                                                                                           | Neu Przemsza                                                   |                                           | 1859      | 1893      |                           |
| Friedensgrube                        | ab 1922 Pokój                                          | Ruda Śląska OT Nowy Bytom            | Minerva/Andreas Maria von Renard                                            | Friedrich Wilhelm, Eintracht, Saara                                                       | —                                                              | Lage                                      | 1902      | 2017      |                           |
| Friedrich Wilhelm                    |                                                        | Ruda Śląska OT Nowy Bytom            | Andreas Maria von Renard, Wilhelm Schulz                                    | Vorsicht                                                                                  | Friedensgrube                                                  | Lage                                      | 1841      | 1902      | 30.071 t (1901)           |
| Fürst Blücher                        |                                                        | Mysłowice OT Dziećkowice             | Harnisch von Nakła, Herrschaft von Dziećkowice                              |                                                                                           | Carlssegen                                                     |                                           | 1824      | 1899      | 900 t (1825)              |
| Fürstengrube                         |                                                        | Mysłowice OT Wesoła                  | Hans Heinrich XV. Fürst von Pless                                           |                                                                                           | Książę                                                         |                                           | 1911      | 1922      |                           |
| Fürstin Hedwig                       |                                                        | Chorzów                              | Krankenhaus Zum Heiligen Geist (Bytom), katholische Kirchengemeinde Chorzów |                                                                                           | König/Król                                                     |                                           | 1787      | 1805      | 5.300 t (1803)            |
| Georg                                |                                                        | Katowice OT Dąbrówka Mała            |                                                                             | Georg, Norma                                                                              | Jerzy                                                          |                                           | 1844      | 1922      | 421.324 t (1913)          |
| Georgine                             |                                                        | Ruda Śląska OT Nowy Bytom            | Förster Harnisch                                                            |                                                                                           |                                                                |                                           | 1826      | 1907      | 10.800 t (1845)           |
| Gewalt                               |                                                        | Zabrze                               | Guido Henckel von Donnersmarck                                              |                                                                                           | Bielszowice                                                    |                                           | 1856      | 1900      | 16.525 t (1886)           |
| Gieschegrube                         | 1945 Umbenennung in Janów                              | Katowice OT Janów                    | Georg von Giesches Erben                                                    | Abendroth, Agnes, Auguste, Elfriede, Guter Albert, Teichmannshoffnung, Vitus, Wildenstein | Janów                                                          |                                           | 1869      | 1945      | 2.566.655 t (1913)        |
| Gleichheit                           |                                                        | Mysłowice OT Brzezinka               | Maria-Valeska von Tiele-Winckler                                            |                                                                                           | Neu Przemsza                                                   | Lage                                      | 1859      | 1893      | 47.999 t (1891)           |
| Gleiwitzgrube                        | ab 1945 Gliwice                                        | Gliwice OT Trynek                    | William Suermondtu. a.                                                      | Gliwice                                                                                   |                                                                | Lage                                      | 1901      | 1945      | 878.608 t (1943)          |
| Gliwice                              | bis 1945 Gleiwitzgrube                                 | Gliwice OT Trynek                    |                                                                             | Gleiwitzgrube                                                                             |                                                                | Lage                                      | 1945      | 2000      | 4.814.410 t (1979)        |
| Gottessegen                          | —                                                      | Ruda Śląska OT Wirek                 | Henckel von Donnersmarck (Beuthen-Siemianowitz)                             | Antonie, Nanette                                                                          | Błogosławieństwo Boże                                          |                                           | 1802      | 1922      | 565.380 t (1913)          |
| Gotthard                             | zeitweilig Gotard bzw. Karol                           | Ruda Śląska OT Orzegów               |                                                                             | Karl Godulla                                                                              | Paulus-Hohenzollern (bis 1922)                                 | Lage                                      | 1873      | 1882      |                           |
| Gott mit uns                         | seit 1900 mit Martha-Valeska                           | Łaziska Górne                        | Ignaz Eisenecker                                                            |                                                                                           | Waleska                                                        | Lage                                      | 1836      | 1922      |                           |
| Gottwald                             | —                                                      | Katowice OT Dąb                      |                                                                             | Eminenz                                                                                   |                                                                | Lage                                      | 1953      | 1990      | 2.797.331 t (1979)        |
| Gräfin Johanna                       |                                                        | Bytom OT Bobrek                      | Gräflich Schaffgotsch’sche Werke                                            |                                                                                           | Bobrek                                                         | Lage                                      | 1907      | 1945      | 3.199.360 t (1938)        |
| Gräfin Laura                         | ab 1922 Hrabina Laura                                  | Chorzów                              | Vereinigte Königs- und Laurahütte                                           | Reservefeld König, Ernst August                                                           |                                                                | Lage                                      | 1869      | 1922      | 968.556 t (1913)          |
| Graf Franz                           | ab 1922 Hrabia Franciszek                              | Ruda Śląska                          | Ballestrem                                                                  | —                                                                                         | Hrabia Franciszek                                              |                                           | 1912      | 1922      | 307.583 t (1917)          |
| Guido                                | zeitweilig Versuchsbergwerk M-300                      | Zabrze                               | Guido Henckel von Donnersmarck                                              | —                                                                                         | Königin Luise                                                  | Koordinaten: 50° 17′ 23″ N, 18° 47′ 30″ O | 1855      | 1885–1887 |                           |
| Gute Amalie                          |                                                        | Katowice OT Janów                    | Alexander Mieroszewski                                                      |                                                                                           | Mysłowice                                                      |                                           | 1831      | 1866      | 10.990 t (1856)           |
| Guter Albert                         | —                                                      | Katowice OT Janow                    | W. Schneider und M. Winckler                                                | —                                                                                         | Gieschegrube                                                   |                                           | 1839      | 1883      | 1.300 t (1873)            |
| Gut Glück                            |                                                        | Świętochłowice                       | Simon Karl Friedländer sen.                                                 |                                                                                           | Deutschland                                                    |                                           | 1823      | 1875      | 5.000 t (1828)            |
| Gute Zuflucht                        |                                                        | Katowice OT Dąbrówka Mała            | von Rheinbaben                                                              |                                                                                           |                                                                | Lage                                      | 1828      | 1905      | 24.000 t (1873)           |
| Halemba                              |                                                        | Ruda Śląska OT Halemba               |                                                                             |                                                                                           | Halemba-Wirek                                                  | Lage                                      | 1957      | 2007      | 4.505.460 t (1979)        |
| Halemba-Wirek                        | 2015 Stilllegung von Wirek                             | Ruda Śląska OT Halemba               |                                                                             |                                                                                           | Ruda                                                           |                                           | 2007      | 2016      |                           |
| Hedwigswunsch                        | ab 1945 Jadwiga                                        | Zabrze OT Biskupice                  | August Borsig                                                               |                                                                                           | Jadwiga                                                        | Lage                                      | 1856      | 1945      | 1.815.310 t (1937)        |
| Heinitz                              |                                                        | Bytom OT Rozbark                     | Otto Friedländer                                                            |                                                                                           | Rozbark                                                        | Lage                                      | 1856      | 1945      | 1.598.166 t (1943)        |
| Heinrichsfreude                      | Übernahme von Piast                                    | Lędziny                              | Fürsten von Pleß                                                            |                                                                                           | Henryk                                                         | Lage                                      | 1893      | 1923      |                           |
| Heinrichsglück                       | Heinrichsglück I bis III                               | Łaziska Górne                        | Friedrich Erdmann                                                           |                                                                                           | Szczęście Henryka                                              | Lage                                      | 1779      | 1922      | 172.739 t (1913)          |
| Henryk                               |                                                        | Lędziny                              |                                                                             |                                                                                           | Ziemowit                                                       | Lage                                      | 1923      | 1972      | 1.310.920 t (1970)        |
| Henriette                            | als Dorothea gemutet                                   | Ruda Śląska OT Bielszowice           | Freiherr von Wilczek                                                        |                                                                                           | Lithandra                                                      |                                           | 1794      | 1902      | 11.400 t (1861)           |
| Hohenlohe                            |                                                        | Katowice OT Wełnowiec                | Christian Kraft zu Hohenlohe-Öhringen                                       | Caroline                                                                                  | Hohenlohe-Fanny                                                | Lage                                      | 1869      | 1923      | 149.197 t (1917)          |
| Hohenzollern                         |                                                        | Bytom OT Szombierki                  |                                                                             |                                                                                           | Paulus-Hohenzollern                                            | Lage                                      | 1870      | 1945      | 2.025.109 t (1938)        |
| Hrabia Franciszek                    |                                                        | Ruda Śląska                          |                                                                             | Graf Franz                                                                                | Walenty-Wawel                                                  |                                           | 1922      | 1931      | 424.594 t (1929)          |
| Hrabina Laura                        | bis 1922 und 1939–1945 Gräfin Laura                    | Chorzów                              |                                                                             |                                                                                           |                                                                | Lage                                      |           |           |                           |
| Hugo und Zwang                       |                                                        | Ruda Śląska                          | Hugo Henckel von Donnersmarck                                               | Hugo, Zwang, Paul, Selma, Zufall                                                          | Wirek                                                          | Lage                                      | 1849      | 1928      | 455.977 t (1913)          |
| Jadwiga                              | bis 1945 Hedwigswunsch                                 | Zabrze OT Biskupice                  |                                                                             | Hedwigswunsch                                                                             | Pstrowski                                                      | Lage                                      | 1845      | 1948      |                           |
| Janów                                | 1951 Umbenennung in Wieczorek                          | Katowice OT Janów                    |                                                                             | —                                                                                         | Wieczorek                                                      |                                           | 1945      | 1951      |                           |
| Jerzy                                |                                                        | Katowice OT Dąbrówka Mała            |                                                                             | Georg                                                                                     |                                                                |                                           | 1922      | 1928      |                           |
| Johann August                        |                                                        | Zabrze OT Biskupice                  | Albert Borsig                                                               |                                                                                           | Feldteilung auf Borsig und Donnersmarckhütte                   |                                           | 1856      | 1899      | 37.571 t (1880)           |
| Josepha                              |                                                        | Mysłowice OT Kosztowice              | Josephine Steinkeller                                                       |                                                                                           | Neu Przemsza                                                   | Lage                                      | 1813      | 1902      | 32.500 t (1873)           |
| Karol                                | zeitweilig Gotthard                                    | Ruda Śląska OT Orzegów               |                                                                             |                                                                                           | Baufeld 1970 an Szombierki                                     | Lage                                      | 1945      | 1970      | 806.226 t (1938)          |
| Karol                                |                                                        | Mysłowice OT Brzezinka               |                                                                             | Carlssegen                                                                                | Karol                                                          | Lage                                      | 1922      | 1931      | 241.209 t (1913)          |
| Karsten-Zentrum                      |                                                        | Bytom OT Karf                        | Schlesische AG für Bergbau und Zinkhüttenbetrieb                            | Karsten, Zentrum, Beuthener Gruben                                                        | Dymitrow                                                       | Lage                                      | 1872      | 1945      | 2.128.269 t (1943)        |
| Katowice                             | —                                                      | Katowice OT Bogucice                 | Maria-Valeska von Winckler                                                  | Ferdinand                                                                                 | Kleofas-Katowice                                               | Lage                                      | —         | 1996      | 1.895.546 (1979)          |
| Książę                               | bis 1945 und ab 1990 Wesoła                            | Mysłowice OT Wesoła                  |                                                                             | Fürstengrube                                                                              | Wesoła                                                         | Lage                                      | 1922      | 1945      | 309.532 t (1929)          |
| Kleofas                              | 1990 Übernahme von Gottwald                            | Katowice OT Obroki                   | Karl Godulla, Löbl Freund                                                   |                                                                                           | Kleofas-Katowice                                               | Lage                                      | 1840      | 1996      | 1.965.300 t (1970)        |
| Kleofas-Katowice                     |                                                        | Katowice OT Obroki                   |                                                                             |                                                                                           | Kleofas, Katowice                                              | Lage                                      | 1996      | 2004      |                           |
| Knurów                               |                                                        | Knurów                               | Königliche Steinkohlebergwerke in O.S.                                      |                                                                                           | Knurów-Szczygłowice                                            | Lage                                      | 1903      | 2010      | 4.777.620 t (1979)        |
| Knurów-Szczygłowice                  |                                                        | Knurów                               |                                                                             | Knurów, Szczygłowice                                                                      |                                                                |                                           | 2010      |           | 5.400.000 (2017)          |
| König                                |                                                        | Chorzów                              | Königliche Steinkohlenbergwerke in O.S.                                     | Prinz von Hessen                                                                          | Król-Święty (Jacek), Król Piast, Święta Barbara und Wyzwolenie | Koordinaten fehlen! Hilf mit.             | 1791      | 1922      | 2.879.797 t (1913)        |
| König Saul                           |                                                        | Świętochłowice OT Chropaczów         | Georg von Giesches Erben und Maximilian I. Joseph                           |                                                                                           | Mathilde                                                       |                                           | 1825      | 1875      | 55.500 t (1973)           |
| Königin Luise                        |                                                        | Zabrze                               | Königliche Steinkohlenbergwerke in O.S.                                     | —                                                                                         | Zabrze                                                         | Lage                                      | 1791      | 1945      | 3.157.941 t (1943)        |
| Krakau                               |                                                        | Mysłowice OT Brzezinka               | Luiza Sułkowska                                                             |                                                                                           | Carlssegen                                                     | Lage                                      | 1838      | 1880      | 4.000 t (1873)            |
| Król                                 | poln. Bezeichnung des Bergwerks König                  | Chorzów                              | Königliche Steinkohlenbergwerke in O.S.                                     | Prinz von Hessen                                                                          | Król-Święty (Jacek), Król Piast, Święta Barbara und Wyzwolenie | Koordinaten fehlen! Hilf mit.             | 1791      | 1922      | 2.879.797 t (1913)        |
| Król Piast                           | Südfeld von König                                      | Chorzów                              | Skarboferm                                                                  | König                                                                                     | Prezydent                                                      | Lage                                      | 1922      | 1937      |                           |
| Król-Święty/Jacek                    | Ostfeld von König                                      | Chorzów                              | Skarboferm                                                                  | König                                                                                     | Prezydent                                                      | Lage                                      | 1922      | 1937      |                           |
| Laurahütte                           | wiederholte Vereinigungen von Richter und Laurahütte   | Siemianowice Śląskie                 | Vereinigte Königs- und Laurahütte                                           | Siemianowitzer Steinkohlengruben                                                          | Siemianowice                                                   | Lage                                      | 1871      | 1936      | 634.042 t (1929)          |
| Lech                                 | —                                                      | Ruda Śląska OT Wirek                 |                                                                             | Błogosławieństwo Boże                                                                     | Wanda-Lech                                                     |                                           | 1931      | 1938      |                           |
| Lenin                                | bis 1945 und ab 1990 Wesoła                            | Mysłowice OT Wesoła                  |                                                                             | Książę/Wesoła                                                                             | Wesoła                                                         | Lage                                      | 1947      | 1990      | 4.731.530 t (1979)        |
| Leopold                              |                                                        | Ornontowice                          |                                                                             |                                                                                           | Friedrich und Orzesche                                         | Gutsbesitzer Zawadzki                     | 1792      | 1886      | 40.700 t (1863)           |
| Leopoldine                           | Weiterbetrieb nach Stilllegung von Neu Przemsza        | Mysłowice OT Brzezinka               | Preußischer Staat                                                           |                                                                                           | Neu Przemsza                                                   | Lage                                      | 1805      | 1893      | 54.000 t (1873)           |
| Ligendza                             | Ausbeutung der Reste von Nowa Przemsza                 | Mysłowice OT Brzezinka               | Ludwig und Vincent Ligendza                                                 |                                                                                           |                                                                |                                           | 1927      | 1929      | 8.315 t (1929)            |
| Lithandra                            | —                                                      | Ruda Śląska OT Nowy Bytom            | Karl Godulla                                                                | Belowssegen, Eintracht II, Amalienwunsch, Henrietta, Sara II, Regenbogen                  | Wanda                                                          | Lage                                      | 1830      | 1922      | 315.918 t (1913)          |
| Locomotive                           | 1872 Fusion mit Locomotive                             | Mysłowice OT Brzęczkowice            | Maria Winckler; Loebel Danziger                                             | —                                                                                         | Eisenbahn                                                      |                                           | 1841      | 1872      | 22.500 t (1866)           |
| Ludwigsglück                         |                                                        | Zabrze OT Biskupice                  | Gustav Heinrich von Ruffer                                                  |                                                                                           | Ludwik-Concordia                                               | Lage                                      | 1852      | 1958      | 2.200.934 t (1942)        |
| Ludwik-Concordia                     |                                                        | Zabrze OT Biskupice                  |                                                                             | Concordia und Michael, Ludwigsglück                                                       | Rokitnika                                                      | Lage                                      | 1958      | 1970      | 1.139.186 t (1965)        |
| Louisenglück                         | 1894 bis 1933 stillliegend                             | Katowice OT Roździeń                 | Józef Heintze, Traugott Kraut, Henrietta Fengler                            | —                                                                                         | ab 1922 Szczęście Luizy                                        | Lage                                      | 1838      | 1922      | 232.861 t (1873)          |
| Łagiewniki                           |                                                        | Bytom OT Łagiewniki                  |                                                                             | Florentine                                                                                | Rozbark                                                        |                                           | 1922      | 1975      | 976.000 t (1943)          |
| Makoszowy                            | Stilllegung von Makoszowy 2015                         | Zabrze OT Makoszowy                  |                                                                             | Delbrückschächte                                                                          | Sosnica-Makoszowy                                              | Lage                                      | 1945      | 2005      | 4.349.210 t (1979)        |
| Martha-Valeska                       |                                                        | Łaziska Górne                        | Franz Winckler                                                              | Martha, Valeska                                                                           | Gott-mit-uns                                                   |                                           | 1835      | 1900      |                           |
| Mathilde                             |                                                        | Świętochłowice OT Lipine             | Joseph Porembski                                                            | König Saul, Quintoforo, Franz, Merkur, Paris                                              | Śląsk-Matylda                                                  | Koordinaten fehlen! Hilf mit.             | 1823      | 1967      | 830.124 t (1913)          |
| Max                                  |                                                        | Siemianowice Śląskie OT Michałkowice | Herr von Rheinbaben                                                         |                                                                                           | Michał                                                         | Lage                                      | 1856      | 1936      | 1.013.740 t (1929)        |
| Merkur                               |                                                        | Świętochłowice                       | Carl Lazarus Henckel von Donnersmarck, Ignatius Sobczyk, Isaac Freund       |                                                                                           | Mathilde                                                       |                                           | 1836      | 1875      | 6.000 t (1873)            |
| Michał                               |                                                        | Dąbrowa Górnicza                     | Michał Pachoński                                                            |                                                                                           |                                                                |                                           | 1924–1928 |           | 16.980 t (1925)           |
| Michał                               |                                                        | Siemianowice Śląskie OT Michałkowice | Hugo zu Hohenlohe-Öhringen                                                  | Max                                                                                       | Siemianowice                                                   | Lage                                      | 1936      | 1975      | 1.337.790 t (1970)        |
| Michałów                             |                                                        | Dąbrowa Górnicza OT Słakowa          | Michael Zeitler                                                             |                                                                                           |                                                                |                                           | 1856      |           |                           |
| Mikołaj                              | zeitweilig stillliegend                                | Dąbrowa Górnicza OT Golong           | Bogusław Przybylski                                                         |                                                                                           | Flora                                                          |                                           | 1875      | 1903      | 136.000 t (1883)          |
| Mikulczyce                           |                                                        | Zabrze OT Mikulczyce                 |                                                                             | Abwehr                                                                                    | Mikulczyce-Rokitnika                                           | Lage                                      | 1945      | 1960      |                           |
| Mikulczyce-Rokitnika                 |                                                        | Zabrze                               |                                                                             | Mikulczyce, Rokitnika                                                                     |                                                                |                                           | 1960      | 1970      | 1.995.402 t (1965)        |
| Morgenroth                           |                                                        | Katowice OT Szopienice               | Daniel Heinrich Dalibor, Felix Mieroszewski                                 | —                                                                                         | Gieschegrube                                                   | Lage                                      | 1826      | 1883      | 54.800 t (1873)           |
| Murcki                               | 1976 Fusion mit Boże Dary                              | Katowice OT Murcki                   |                                                                             |                                                                                           | Emanuelssegen                                                  | Lage                                      | 1945      | 2010      | 2.475.500 t (1979)        |
| Murcki-Staszic                       | 2015 Stilllegung von Boże Dary                         | Katowice                             |                                                                             | Murcki (Boże Dary), Staszic                                                               |                                                                | Lage                                      | 2010      |           |                           |
| Mysłowice                            |                                                        | Mysłowice                            | Familie Tiele-Winckler, Friederich Eduard von Löbbecke                      | Sonnenstrahl, Gute Amalie, Danzig, Feldmarschall, Agathe                                  | Mysłowice                                                      | Lage                                      | 1866      | 2007      | 2.663.417 t (1979)        |
| Mysłowice-Wesoła                     | 2015 Stilllegung von Mysłowice                         | Mysłowice                            | Katowicki Holding Węglowy SA                                                | Mysłowice, Wesoła                                                                         |                                                                |                                           | 2007      |           | 2.610.000 t (2015)        |
| Napoleon                             |                                                        | Mikołów OT Mokre                     | Ignaz Eisenecker, Vincent von Hochberg                                      |                                                                                           |                                                                |                                           | 1840      |           | 15.000 t (1873)           |
| Neue Hedwig                          |                                                        | Chorzów                              | Kloster vom heiligen Grab in Miechów                                        |                                                                                           | König/Król                                                     | Lage                                      | 1805      |           | 4.000 t (1836)            |
| Neu Glückauf                         | —                                                      | Łaziska Górne                        |                                                                             | —                                                                                         | Szczęść Boże                                                   | Lage                                      | 1918      | 1922      |                           |
| Neu Przemsza                         |                                                        | Mysłowice OT Brzezinka               | Luis Sulkowska, Anton Klausa                                                | Freiheit, Gleichheit, Weichsel, Glückhilf                                                 | Neu Przemsza                                                   | Lage                                      | 1850      | 1925      | 362.265 t (1913)          |
| Niemcy                               |                                                        | Świętochłowice                       |                                                                             | Deutschlandgrube                                                                          | Polska                                                         | Lage                                      | 1922      | 1937      |                           |
| Nowa Przemsza                        |                                                        | Mysłowice OT Brzezinka               | Kattowitzer AG für Bergbau und Eisenhüttenbetrieb                           | Neu Przemsza                                                                              |                                                                | Lage                                      | 1922      | 1925      |                           |
| Nowy Wirek                           | 1957 Abspaltung von Halemba                            | Ruda Śląska OT Kochłowice            |                                                                             | Wirek                                                                                     | Polska-Wirek                                                   | Lage                                      | 1950      | 1995      | 2.651.180 t (1979)        |
| Oehringengrube                       |                                                        | Gliwice OT Sośnica                   | Hugo zu Hohenlohe-Öhringen                                                  |                                                                                           | Sośnica                                                        | Lage                                      | 1857      | 1945      |                           |
| Oheim                                |                                                        | Katowice OT Brynóe                   | Albert von Sallawa, Franz Winckler                                          | Albert, Beate, Victor                                                                     | Wujek                                                          | Lage                                      | 1842      | 1922      | 622.762 t (1913)          |
| Orzegów                              |                                                        | Ruda Śląska                          | Karl Godulla                                                                |                                                                                           | Paulus-Hohenzollern                                            | Lage                                      | 1832      | 1882      | 28.300 t (1873)           |
| Ottilie                              | später Wetterschacht von Pokój                         | Świętochłowice OT Zgoda              | Vincent von Hochberg, Simon Loew, Stadt Beuthen                             | —                                                                                         | Deutschland                                                    | Lage                                      | 1830      | 1900      | 10.000 t (1841)           |
| Paulus                               | ab 1922 Godula Schachtanlage                           | Ruda Śląska OT Chebzie               | Karl Godulla                                                                | Neue Bergfreiheit, Margarethe, Jaroslav, Vorwerk, Neu Orzegow, Steinbruch                 | Paulus-Hohenzollern                                            | Lage                                      | 1842      | 1882      | 271.400 t (1873)          |
| Paulus-Hohenzollern                  | Zusammenschluss Schaffgotschscher Bergwerke            | Ruda Śląska und Bytom                | Gräflich Schaffgotsch’sche Werke                                            | Paulus, Gotthard, Hohenzollern, Orzegów, Gräfin Johanna                                   | Neu consol. Paulus-Hohenzollern und Godula S.A.                |                                           | 1882      | 1922      |                           |
| Paris                                |                                                        | Świętochłowice OT Chropaczów         | Guido Henckel von Donnersmarck                                              |                                                                                           | Mathilde                                                       |                                           | 1855      | 1875      | 6.300 t (1873)            |
| Paweł                                | 1922–1939 Godula-Schachtanlage                         | Ruda Śląska OT Chebzie               |                                                                             | —                                                                                         | Wawel (neu)                                                    | Lage                                      | —         | 1971      | 892.700 t (1970)          |
| Pfarrfeld                            |                                                        | Katowice OT Bogucice                 |                                                                             | Maria Winckler                                                                            | Ferdinand                                                      |                                           | 1859      | 1885      | 7.300 t (1865)            |
| Piast                                |                                                        | Bieruń                               |                                                                             |                                                                                           | Piast-Ziemowit                                                 | Lage                                      | 1972      | 2016      | 5.500.000 t (o. J.)       |
| Piast                                | 2000–2005 Fusion mit Czeczott                          | Lędziny                              |                                                                             |                                                                                           | Heinrichsfreude                                                | Lage                                      | 1843      | 1972      | 1.310.000 t (1970)        |
| Piast-Ziemowit                       |                                                        | Bieruń, Lędziny                      | Polska Grupa Górnica                                                        | Piast, Ziemowit                                                                           |                                                                |                                           | 2016      |           |                           |
| Pokój                                | bis 1922 Friedensgrube                                 | Ruda Śląska OT Nowy Bytom            |                                                                             | —                                                                                         | Bielszowice                                                    | Lage                                      | —         | 2017      | 3.676100 t (1979)         |
| Polska                               | 1972 Fusion mit Prezydent                              | Świętochłowice                       |                                                                             | Niemcy                                                                                    | Polska-Wirek                                                   | Lage                                      | 1937      | 1995      | 2.037.838 t (1979)        |
| Polska                               | bis 1922 Deutschlandgrube; dann Niemcy; ab 1972 Polska | Świętochłowice                       |                                                                             |                                                                                           |                                                                | Koordinaten fehlen! Hilf mit.             | 1873      | 1995      |                           |
| Powstańców Śląskich                  |                                                        | Bytom                                |                                                                             |                                                                                           | Bytom, Radzionków                                              |                                           | 1975      | 1999      | 5.640.804 t (1979)        |
| Preußengrube                         |                                                        | Bytom OT Miechowice                  | Franz Winckler                                                              |                                                                                           | Miechowice                                                     | Lage                                      | 1863      | 1945      |                           |
| Prezydent                            | Ost- und Südfeld der Königsgrube                       | Chorzów                              |                                                                             | Król-Święty/Jacek, Król-Piast                                                             | Polska                                                         |                                           | 1937      | 1972      | 1.551.292 t (1938)        |
| Przemsa                              | 1869 mit Wanda konsolidiert                            | Mysłowice OT Brzezinka               | Fürstin Luise Sulkowska                                                     |                                                                                           |                                                                | Lage                                      | 1824      | 1869      | 71.000 t (1868)           |
| Pstrowski                            | ab 1975 mit Rokitnica                                  | Zabrze OT Biskupice                  |                                                                             | Ludwig-Concordia, Mikulczyce-Rokitnica, Jadwiga                                           |                                                                | Lage                                      | 1948      | 1997      | 3.300.000 t (1975)        |
| Quintoforo                           |                                                        | Świętochłowice OT Chropaczów         | Carl Lazarus Henckel von Donnersmarck                                       |                                                                                           | Mathilde                                                       | Lage                                      | 1826      | 1875      | 13.200 t (1873)           |
| Radzionkau                           | Aufspaltung 1922                                       | Bytom                                | Henckel von Donnersmarck (Beuthen-Siemianowitz)                             |                                                                                           | Radzionków                                                     | Lage                                      | 1874      | 1922      |                           |
| Radzionków                           |                                                        | Bytom                                |                                                                             |                                                                                           | Powstańców Śląskich                                            | Lage                                      | 1922      | 1975      | 1.538.050 t (1970)        |
| Regenbogen                           |                                                        | Ruda Śląska OT Bielzowice            | Karl Godulla, Andreas Maria von Renardu. a.                                 |                                                                                           | Lithandra (ab 1902)                                            | Lage                                      | 1840      | 1865      | 14.900 t (1863)           |
| Rheinbaben                           | —                                                      | Ruda Śląska OT Bielszowice           | königliche Steinkohlenbergwerke in O.S.                                     | Skarboferm                                                                                | Bielszowice                                                    | Lage                                      | 1896      | 1922      | 1.522.787 t (1913)        |
| Rokitnica                            | 1945–1960 und 1970–1975                                | Zabrze OT Rokitnica                  |                                                                             | Castellegno, Mikulczyce-Rokitnica, Ludwik-Concordia                                       | 1975 Pstrowski                                                 | Lage                                      |           | 1975      |                           |
| Rozbark                              | 1971 Fusion mit Łagiewniki                             | Bytom OT Rozbark                     |                                                                             | Heinitz                                                                                   | Bytom II                                                       | Lage                                      | 1945      | 1999      | 2.068.222 t (1979)        |
| Ruda                                 |                                                        | Ruda Śląska                          | Polska Grupa Górnizca                                                       |                                                                                           | Bielszowice, Halemba, Pokój                                    |                                           | 2016      |           |                           |
| Saara                                | Aufteilung 1901 auf Lithandra und Friedensgrube        | Ruda Śląska OT Nowy Bytom            | Vincent von Hochberg, Simon Loew, Stadt Bytom                               |                                                                                           | Saara I und II                                                 | Lage                                      | 1836      | 1901      | 19.000 t (1858)           |
| Schlesiengrube                       |                                                        | Świętochłowice                       | Guido Henckel von Donnersmarck                                              | Jung Detlev, Gabor                                                                        | Śląsk                                                          | Lage                                      | 1883      | 1968      | 968.908 t (1913)          |
| Sonnenstrahl                         |                                                        | Mysłowice                            | Alexander Mieroszewski                                                      |                                                                                           | Mysłowice                                                      |                                           | 1827      | 1866      | 5.600 t (1832)            |
| Sośnica                              |                                                        | Gliwice OT Sośnica                   |                                                                             | Oehringengrube                                                                            | Sośnica-Makoszowy                                              | Lage                                      | 1945      | 2005      | 5.148.000 t (2016)        |
| Sośnica-Makoszowy                    | 2015 Stilllegung von Makoszowy                         | Gliwice und Zabrze                   |                                                                             | Sośnica, Makoszowy                                                                        |                                                                |                                           | 2005      | 2015      |                           |
| Stalinogród                          | vor- und nachher Katowice                              | Katowice OT Bogucice                 |                                                                             | Katowice                                                                                  | Katowice                                                       | Lage                                      | 1953      | 1956      |                           |
| Staszic                              |                                                        | Katowice OT Giszowiec                |                                                                             | Reservefeld                                                                               | Murcki-Staszic                                                 | Lage                                      | 1957      | 2010      | 4.700.000 t (1988)        |
| Stein                                |                                                        | Ruda Śląska                          |                                                                             |                                                                                           | Orzegów                                                        | Lage                                      | 1824      | 1837      |                           |
| Święta Barbara                       | Westfeld von König                                     | Chorzów                              | Skarboferm                                                                  | König                                                                                     | Barbara-Wyzwolenie                                             | Lage                                      | 1922      | 1937      |                           |
| Szczęść Boże                         | —                                                      | Łaziska Górne                        |                                                                             | Neu Glückauf                                                                              | Aleksander                                                     | Lage                                      | 1922      | 1925      | 209.050 t (1923)          |
| Szczęście Luizy                      | 1894 bis 1933 stillliegend                             | Katowice OT Roździeń                 |                                                                             | —                                                                                         | bis 1922 Louisenglück                                          | Lage                                      | 1922      | 1939      |                           |
| Szczygłowice                         |                                                        | Knurów OT Szczygłowice               |                                                                             |                                                                                           | Knurów-Szczygłowice                                            | Lage                                      | 1957      | 2010      | 4.612.342 t (1979)        |
| Śląsk (alt)                          |                                                        | Ruda Śląska                          |                                                                             | Schlesiengrube                                                                            | Śląsk-Matylda                                                  | Lage                                      | 1922      | 1967      |                           |
| Śląsk (neu)                          |                                                        | Ruda Śląska OT Kochlowice            |                                                                             |                                                                                           |                                                                | Lage                                      | 1968      | 2018      | 2.022.431 t (1979)        |
| Śląsk-Matylda                        |                                                        | Świętochłowice                       |                                                                             |                                                                                           | Śląsk (alt), Matylda                                           |                                           | 1967      | 1974      | 835.750 t (1970)          |
| Teichmannshoffnung                   | —                                                      | Katowice OT Szopienice               | Gustav Drescher, Maria-Valeska Winckler                                     | —                                                                                         | Gieschegrube                                                   |                                           | 1856      | 1883      | 91.068 t (1881)           |
| Theodor                              | zwischenzeitlich stillliegend                          | Mysłowice OT Brzezinka               |                                                                             |                                                                                           | Neu Przemsza                                                   |                                           | 1800      | 1902      | 14.500 t (1823)           |
| Trautscholdsegen                     | —                                                      | Łaziska Górne                        | Gustav Heinrich von Ruffer                                                  | —                                                                                         | Neu Glückauf                                                   | Lage                                      | 1839      | 1918      | 176.039 t (1914)          |
| Victor                               |                                                        | Katowice OT Załęska Hałda            | Alexander von Bally                                                         |                                                                                           | Oheim                                                          |                                           | 1838      |           | 22.300 t (1873)           |
| Vitus                                | —                                                      | Katowice OT Janów                    | Franz und Maria-Valeska von Winckler                                        | —                                                                                         | Gieschegrube                                                   | Lage                                      | 1841      | 1883      | 123.036 t (1882)          |
| Vorsicht                             |                                                        | Ruda Śląska OT Nowy Bytom            | Wilhelm Schulz, Andreas Maria von Renard                                    |                                                                                           | Friedrich Wilhelm                                              | Lage                                      | 1841      | 1857      | 300 t (1841)              |
| Waleska                              |                                                        | Łaziska Górne                        | Bank von Weimar                                                             | Gott-mit-uns                                                                              | Bolesław Śmiały                                                | Lage                                      | 1922      | 1947      | 188.060 t (1938)          |
| Wanda                                | —                                                      | Ruda Śląska OT Nowy Bytom            | Godula S. A.                                                                |                                                                                           | Wanda-Lech                                                     | Lage                                      | 1933      | 1938      |                           |
| Wanda                                | 1869 mit Przemsa konsolidiert                          | Mysłowice OT Brzezinka               | Antoni Kolodziejski, Loebel Danziger, Karl Voss                             |                                                                                           |                                                                | Lage                                      | 1839      | 1869      | 87.919 t (1873)           |
| Wanda-Lech                           | —                                                      | Ruda Śląska OT Nowy Bytom            | Wirek A.G.                                                                  | Wanda, Lech                                                                               | Pokój                                                          |                                           | 1938      | 1968      | 1.214.563 t (1965)        |
| Walenty                              |                                                        | Ruda Śląska OT Nowy Bytom            | Ballestrem                                                                  | Wolfgang                                                                                  | Wawel (neu)                                                    | Lage                                      | 1922      | 1931      |                           |
| Walenty-Wawel                        |                                                        | Ruda Śląska OT Nowy Bytom            | Ballestrem                                                                  | Wawel, Walenty, Hrabia Franciszek                                                         | Wawel (neu)                                                    |                                           | 1931      | 1971      |                           |
| Waterloo                             |                                                        | Katowice OT Dąb                      | Krankenhaus Zum Heiligen Geist (Bytom), katholische Kirchengemeinde Chorzów |                                                                                           | Gottwald                                                       |                                           | 1838      | 1905      | 125.413 t (1888)          |
| Wawel (alt)                          |                                                        | Ruda Śląska OT Ruda                  |                                                                             | Brandenburg                                                                               | Walenty-Wawel                                                  | Lage                                      | 1924      | 1931      |                           |
| Wawel (neu)                          |                                                        | Ruda Śląska                          |                                                                             | Walenty-Wawel, Paweł                                                                      | Pokój                                                          |                                           | 1971      | 1995      | 2.424.850 t (1979)        |
| Weichsel                             |                                                        | Mysłowice OT Brzezinka               |                                                                             |                                                                                           | Neu Przemsza                                                   | Lage                                      | 1834      | ca. 1900  | 35.100 t (1878)           |
| Wesoła                               | 1949–1990 Lenin                                        | Mysłowice OT Wesoła                  |                                                                             | Książę                                                                                    | Mysłowice-Wesoła                                               | Lage                                      | 1945      | 2007      | 4.731.530 t (1979)        |
| Wieczorek                            | vormals Gieschegrube                                   | Katowice OT Janów                    |                                                                             | Janów                                                                                     |                                                                |                                           | 1951      | 2018      | 3.822.850 t (1979)        |
| Wirek                                |                                                        | Ruda Śląska                          | Wirek A.G.                                                                  | Hugo und Zwang                                                                            | Nowy Wirek                                                     | Lage                                      | 1928      | 1950      |                           |
| Wolfgang                             |                                                        | Ruda Śląska OT Nowy Bytom            | Ballestrem                                                                  | Ruda, Carl Ludwig, Carl Emmanuel, Julius, Goldene Sonne, Cicero, Christoph                | Walenty                                                        | Lage                                      | 1841      | 1922      |                           |
| Wildsteinsegen                       | —                                                      | Katowice OT Roździeń                 | Gustav Drescher, Maria-Valeska Winckler                                     | —                                                                                         | Gieschegrube                                                   |                                           | 1856      | 1883      | 130.000 t (1873)          |
| Wujek                                | 2005–2017 Zusammenschluss mit Śląsk                    | Katowice OT Brynóe                   |                                                                             | Oheim                                                                                     |                                                                | Lage                                      | 1922      |           | 3.822.850 t (1979)        |
| Wyzwolenie                           | Nordfeld von König                                     | Chorzów                              | Skarboferm                                                                  | König                                                                                     | Barbara-Wyzwolenie                                             | Lage                                      | 1922      | 1937      |                           |
| Zabrze                               | bis 1945 Königin Luise                                 | Zabrze                               |                                                                             | Königin Luise                                                                             | Zabrze-Bielszowice                                             | Lage                                      | —         | 1998      | 6.229.846 t (1979)        |

## Revier Rybnik
| Name                        | Bemerkungen                               | Ort                             | Gründungseigentümer                   | Vorgänger                                    | Nachfolger                               | Lage | Beginn | Ende | maximale Förderung (Jahr) |
| --------------------------- | ----------------------------------------- | ------------------------------- | ------------------------------------- | -------------------------------------------- | ---------------------------------------- | ---- | ------ | ---- | ------------------------- |
| Anna                        |                                           | Pszów                           | Apotheker Ferdinand Fritze            |                                              | Rydułtowy-Anna                           | Lage | 1856   | 2004 | 2.860.000 t (1979)        |
| Beatensglück                |                                           | Rybnik OT Niewiadom             | Franziska Strahler                    | Kaiserin Elisabeth, Franz Joseph, Wien       | Römer                                    |      | 1859   | 1919 | 193.601 t (1913)          |
| Blücher                     |                                           | Rybnik OT Jankowice             | Guido Henckel von Donnersmarck        |                                              | Jankowice                                | Lage | 1913   | 1934 | 265.300 t (1938)          |
| Borinya                     |                                           | Jastrzębie-Zdrój OT Borynia     |                                       |                                              | Borynia-Zofiówka                         | Lage | 1971   | 2011 | 2.897.149 t (1979)        |
| Borynia-Zofiówka-Jastrzębie | 2016 teilweise Ausgliederung von Jas Mos  | Jastrzębie-Zdrój                |                                       |                                              | Borynia-Zofiówka, Jas Mos                |      | 2013   | 2016 | 7.848.000 (2015)          |
| Charlotte                   | auch Charlotta                            | Rydułtowy                       | Friedrich und Louise von Sack         | Dicke Verwandtschaft, Leon, Petronella, Sack | Rydułtowy                                |      | 1805   | 1945 | 1.045.378 t (1913)        |
| Chwałowice                  |                                           | Rybnik OT Chwałowice            |                                       | Donnersmarckgrube                            | ROW                                      | Lage | 1945   | 2016 | 2.370.000 t (2011)        |
| Ciężkowice                  |                                           | Gaszowice OT Piece              | Karl Kuh                              | —                                            | Charlotte                                |      | 1855   | 1890 | 2.600 t (1856)            |
| Dębieńsko                   |                                           | Czerwionka-Leszczyny            | Vereinigte Königs- und Laurahütte     | Dubensko                                     |                                          | Lage | 1922   | 2000 | 2.289.640 t (1979)        |
| Dicke Verwandtschaft        |                                           | Gaszowice OT Petrokowice        | Karl Kuh                              | —                                            | Charlotte                                | Lage | 1857   | 1890 | 8.700 t (1858)            |
| Donnersmarck                |                                           | Rybnik OT Chwałowice            | Guido Henckel von Donnersmarck        |                                              | Chwałowice                               | Lage | 1897   | 1945 | 787.800 t (1938)          |
| Dubensko                    |                                           | Czerwionka-Leszczyny            | Wilhelm Schneider                     | Marianne, Neues Glück                        | Dębieńsko                                | Lage | 1843   | 1922 | 409.056 t (1919)          |
| Emma                        |                                           | Radlin                          | Franz Stahler                         | Mariahilf, Reden                             | Marcel                                   | Lage | 1858   | 1949 | 1.452.476 t (1943)        |
| Franz Joseph                |                                           | Rybnik OT Niedobczyce           |                                       | —                                            | Beatensglück                             |      | 1857   | 1870 | 2.200 t (1868)            |
| Friedrich                   |                                           | Gorzyce                         | Westböhmischer Bergbau Aktien Verein  |                                              |                                          |      | 1914   | 1923 | 35.200 t (1922)           |
| Friedrich und Orzesche      |                                           | Orzesze                         | Oberschlesische AG für Kohlebergbau   |                                              | Friedrich, Orzesche                      |      | 1876   | 1911 | 120.908 t (1891)          |
| Hoym                        |                                           | Rybnik OT Niedobczyce           | Domänenkammer in Breslau              | —                                            | Hoym-Laura                               | Lage | 1792   | 1871 |                           |
| Hoym-Laura                  |                                           | Rybnik OT Niedobczyce           |                                       | Hoym, Gottlieb                               | Ignacy                                   | Lage | 1871   | 1936 | 185.009 t (1913)          |
| Ignacy                      | 1958 teilweise Übernahme von Beatensglück | Rybnik OT Niedobczyce           |                                       | Hoym-Laura                                   | Rydułtowy                                | Lage | 1936   | 1968 | 890.395 t (1965)          |
| Jankowice                   |                                           | Rybnik OT Jankowice             |                                       | Blücher                                      | ROW                                      | Lage | 1934   | 2016 | 3.520.000 t (1979)        |
| Jas Mos                     | 1999 Liquidierung von Moszczenica         | Jastrzębie-Zdrój                |                                       | Jastrzębie, Moszczenica                      | Borynia-Zofiówka-Jastrzębie              | Lage | 1994   | 2013 | 3.996.000 t (2013)        |
| Jastrzębie                  |                                           | Jastrzębie-Zdrój                |                                       |                                              | Jas Mos                                  | Lage | 1962   | 1994 |                           |
| Krupiński                   |                                           | Suszec                          |                                       |                                              |                                          | Lage | 1975   | 2017 | 2.916.000 (o. J.)         |
| Leo                         |                                           | Rydułtowy                       | Joseph Dohms                          | —                                            | Charlotte                                | Lage | 1843   | 1890 | 187.554 t (1900)          |
| Manifest Lipcowy            |                                           | Jastrzębie-Zdrój                |                                       |                                              | Zofiówka                                 | Lage | 1974   | 1990 | 3.419.550 t (1979)        |
| Marcel                      |                                           | Radlin                          |                                       |                                              | Emma, 1 Maja von 1995 bis 2001           | Lage | 1949   |      | 3.650.000 t (2017)        |
| Mariahilf                   |                                           | Radlin OT Biertułtowy           |                                       |                                              | Emma                                     |      | 1858   | 1885 | 8.700 t (1873)            |
| Mariane                     |                                           | Czerwionka-Leszczyny            |                                       |                                              | Dębieńsko                                |      | 1807   | 1903 | 11.000 t (1862)           |
| Morcinek                    |                                           | Cieszyn OT Kaczyce              |                                       |                                              |                                          | Lage | 1977   | 1998 | 1.394.000 t (1995)        |
| Moszczenica                 |                                           | Jastrzębie-Zdrój OT Moszczenica |                                       |                                              | Jas Mos                                  | Lage | 1962   | 1994 | 3.419.550 t (1979)        |
| Mszana                      |                                           | Wodzisław Śląski Bezirk Wilchwy | Rybnickie Związek Przemysłu Węglowego |                                              | 1 Maja                                   | Lage | 1952   | 1960 |                           |
| Neuer Segen                 |                                           | Ornontowice                     | Szarlota Porębska, Pastor Naglo       |                                              | Orzesche                                 |      | 1827   | 1863 | 900 t (1830)              |
| Petronella                  |                                           | Gaszowice OT Czernica           | Carl Friedrich August Cuno            | —                                            | Charlotte                                |      | 1823   | 1839 |                           |
| Pierwszego Maja             | ab 1995 stillliegend                      | Wodzisław Śląski Bezirk Wilchwy |                                       | Mszana                                       |                                          | Lage | 1960   | 2001 | 2.731.690 t (1979)        |
| Orzesche                    |                                           | Orzesze                         | Franziska Winckler                    | Neuer Segen, Zink, Walter, Rumpf, Witowski   | Friedrich und Orzesche                   |      | 1863   | 1876 | 81.288 t (1873)           |
| Pniówek                     |                                           | Pawłowice                       |                                       | XXX. Jahrestag der Polnischen Volksrepublik  |                                          | Lage | 1963   |      | 5.220.000 t (2008)        |
| Reden                       |                                           | Radlin OT Biertułtowy           | Josef Heintze                         |                                              | Wetterschacht für Emma                   |      | 1841   | 1905 | 59.205 t (1902)           |
| Römer                       |                                           | Rybnik                          | Carl Friedrich August Cuno            | —                                            | Rymer                                    | Lage | 1858   | 1922 |                           |
| ROW (Rybniki Okręk Węglowa) |                                           | Rybnik                          | Polska Grupa Górnicza                 |                                              | Chwałowice, Jankowice, Marcel, Rydułtowy |      | 2016   |      |                           |
| Rydułtowy                   | 1968 Übernahme von Ignacy                 | Rydułtowy                       |                                       | Charlotte                                    | ROW                                      | Lage | 1945   | 2016 | 2.934.342 t (1979)        |
| Rymer                       |                                           | Rybnik                          |                                       | Römer                                        | Chwałowice                               | Lage | 1922   | 1995 | 2.594.615 t (1979)        |
| Świerklany                  | Name von Żory während des Aufbaus         | Żory                            |                                       |                                              | Żory                                     | Lage | 1973   | 1979 |                           |
| Wallhofen                   |                                           | Gaszowice                       | Karl Kuh u. a.                        |                                              | Charlotte                                |      | 1857   | 1890 | 1.300 t (1858)            |
| Witowski                    |                                           | Orzesze                         | Franziska Winckler                    |                                              | Orzesche                                 |      | 1838   | 1863 |                           |
| Ziemowit                    |                                           | Lędziny                         |                                       |                                              | Piast/Henryk                             | Lage | 1952   | 2016 | 6.900.000 t (1979)        |
| Zofiówka                    |                                           | Jastrzębie-Zdrój                |                                       | Manifest Lipcowy                             | Borynia-Zofiówka                         | Lage | 1990   | 2011 |                           |
| Żory                        |                                           | Żory                            |                                       | Świerklany                                   |                                          | Lage | 1979   | 1999 | 1.620.000 t (1995)        |

1. ↑  Für zahlreiche Bergwerke liegen die Förderzahlen nur in Auswahl vor.